# Liste de peintres néerlandais
Voici une liste de peintres qui sont nés et/ou étaient principalement actifs aux Pays-Bas. Pour les artistes nés et actifs dans le Sud des Pays-Bas méridionaux, consultez la Liste des peintres Flamands. Les artistes sont triés par siècle puis par nom de famille. En général, les artistes inclus sont mentionnés sur le site web l'ArtCyclopedia, dans le Grove Dictionary of Art, dont les tableaux se vendent régulièrement à plus de 20 000 $ aux enchères. Les peintres actifs sont donc sous-représentés, alors que plus de la moitié des artistes sont des peintres baroques du XVIIe siècle, ce qui correspond à peu près à l'âge d'or hollandais. Les noms d'artistes plus âgés ont souvent différentes orthographes; l'orthographe préférée est utilisée telle qu'elle figure dans la base de données du Rijksbureau voor Kunsthistorische Documentatie, mais plusieurs peintres sont répertoriés deux fois lorsque leurs noms alternatifs communs sont alphabétiquement éloignés.

## XIVeetXVesiècles

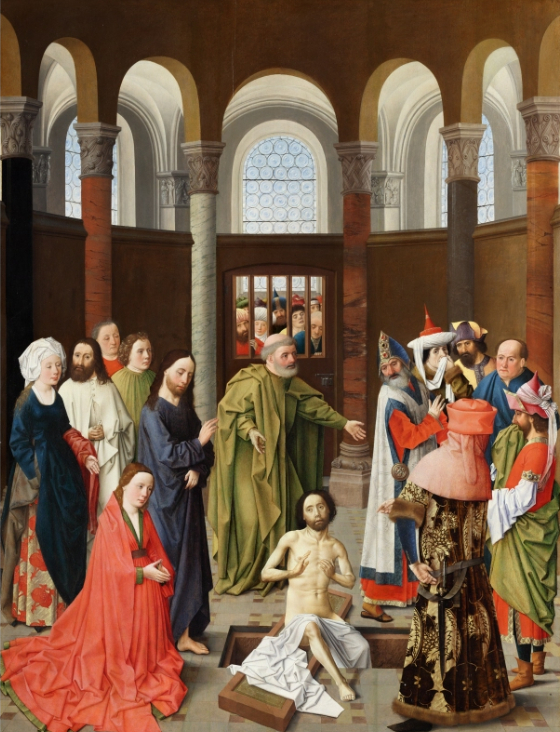
Albert van Ouwater, c. 1450.

- Bosch, Hieronymus (Bois-le-Duc 1450 – Bois-le-Duc 1516)
- Bouts, Dieric (Haarlem 1415 – Louvain 1475)
- Christus, Petrus (Baarle c. 1410/1420 – Bruges 1476)
- David, Gerard (Oudewater 1460 – Bruges 1523)
- Geertgen tot Sint Jans (Haarlem? c. 1460 – Haarlem 1495)
- Joest van Calcar, Jan (Kalkar c. 1450 – Haarlem 1519)
- Frères de Limbourg (Nimègue <1385 – France c. 1416)
- Jean Malouel (Nimègue c. 1365 – Paris 1419)
- Maître d'Alkmaar (actif 1475-1515 dans Alkmaar)
- Maître d'Evert Zoudenbalch (actif vers 1460-1470 à Utrecht)
- Maître de la Virgo inter Virgines (actif 1470-1505 de Delft)
- Mynnesten, Johan van den (Schüttorf 1425 – Zwolle 1504)
- Ouwater, Albert van (Oudewater c. 1410 – Haarlem? >1475)
- Reuwich, Erhard (Utrecht c. 1455 – Mayence c. 1490)
- Vrelant, Willem (Vreeland? <1430 – Bruges c. 1481)

## XVIesiècle

### A-L
- Aertsen, Pieter (Amsterdam 1508 – Amsterdam 1575)
- Aertsz, Rijckaert (Wijk aan Zee 1482 – Anvers 1577)
- Amstel, Jan van (Amsterdam c. 1500 – Anvers c. 1542)
- Barendsz, Dirck (Amsterdam 1534 – Amsterdam 1592)
- Blocklandt van Montfoort, Anthonie (Montfoort 1533 – Utrecht 1583)
- Bruegel the Elder, Pieter (Bréda? 1525 – Bruxelles 1569)
- Cock, Jan Wellens de (Leyde? c. 1480 – Anvers 1527)
- Coninxloo, Gillis van (Anvers 1544 – Amsterdam 1607)
- Cornelisz van Oostsanen, Jacob (Oostzaan 1472 – Amsterdam 1533)
- Dalem, Cornelis van (Anvers c. 1530 – Bréda 1573)
- Engelbrechtsz, Cornelis (Leyde c. 1468 – Leyde 1533)
- Goltzius, Hendrick (Mulbracht 1558 – Haarlem 1617)
- Gossaert, Jan (Maubeuge 1478 – Middelbourg 1532)
- Haye, Corneille de la (La Haye 1505 – Lyon 1575)
- Heemskerck, Maarten van (Heemskerk 1498 – Haarlem 1574)
- Jacobsz, Dirck (Amsterdam c. 1497 – Amsterdam 1567)
- Ketel, Cornelis (Gouda 1548 – Amsterdam 1616)
- Key, Willem (Bréda 1515 – Anvers 1568)
- Kraeck, Jan (Haarlem c. 1540 - Turin 1607)
- Kunst, Pieter Cornelisz (Leyde 1484 – Leyde 1561)
- Leyden, Aertgen Claesz van (Leyde 1498 – Leyde 1564)
- Leyden, Lucas van (Leyde 1494 – Leyde 1533)
- Lichtenberg, Mechtelt van (Utrecht ca. 1520 – 1598)
- Lyon, Corneille de (La Haye 1505 – Lyon 1575)

### M-Z
- Mabuse, Jan Gossaert van (Maubeuge 1478 – Middelbourg 1532)
- Mander, Karel van (Meulebeke 1548 – Amsterdam 1606)
- Mandijn, Jan (Haarlem 1500 – Anvers 1560)
- Mor, Anthonis (Utrecht 1520 – Anvers 1576)
- Mostaert, Gillis (Hulst 1528 – Anvers 1598)
- Mostaert, Jan (Haarlem 1475 – Haarlem 1555)
- Oostsanen, Jacob Cornelisz van (Oostzaan 1472 – Amsterdam 1533)
- Pietersz, Magadalena (Haarlem 1540 – Amsterdam 1592)
- Pietersz, Pieter (Anvers 1541 – Amsterdam 1603)
- Pourbus, Pieter (Gouda 1523 – Bruges 1584)
- Reymerswale, Marinus van (Reimerswaal c. 1490 – Goes 1546)
- Saenredam, Jan (Zaandam 1565 – Assendelft 1607)
- Savery, Jacob (Courtrai c. 1565 – Amsterdam 1603)
- Scorel, Jan van (Schoorl 1495 – Utrecht 1562)
- Jan Soens (Bois-le-Duc c. 1547 – Parme 1611)
- Steenwijck, Hendrik I van (Kampen c. 1550 – Francfort-sur-le-Main 1603)
- Sustris, Lambert (Amsterdam c. 1515 – Venise 1591)
- Swanenburg, Isaac Claesz van (Leyde 1537 – Leyde 1614)
- Swart van Groningen, Jan (Groningue c. 1495 – Anvers? c. 1560)
- Utrecht, Jacob van (Utrecht? 1479 – Lübeck? >1530)
- Veen, Otto van (Leyde 1556 – Bruxelles 1629)
- Vermeyen, Jan Cornelisz (Beverwijk 1500 – Bruxelles 1559)

## XVIIesiècle

### A
- Aelst, Evert van (Delft 1602 – Delft 1657)
- Aelst, Willem van (Delft 1627 – Amsterdam, 1687)
- Anraedt, Pieter van (Utrecht 1635 – Deventer 1678)
- Asch, Pieter Jansz. van (Delft 1603 - Delft 1678)
- Asselijn, Jan (Diemen ou Dieppe c. 1610 – Amsterdam, 1652)
- Assteyn, Bartholomeus (Dordrecht 1607 – Dordrecht <1677)
- Ast, Balthasar van der (Middelbourg 1593 – Delft 1657)
- Avercamp, Barend (Kampen 1612 – Kampen 1679)
- Avercamp, Hendrick (Amsterdam 1585 – Kampen 1634)

### B

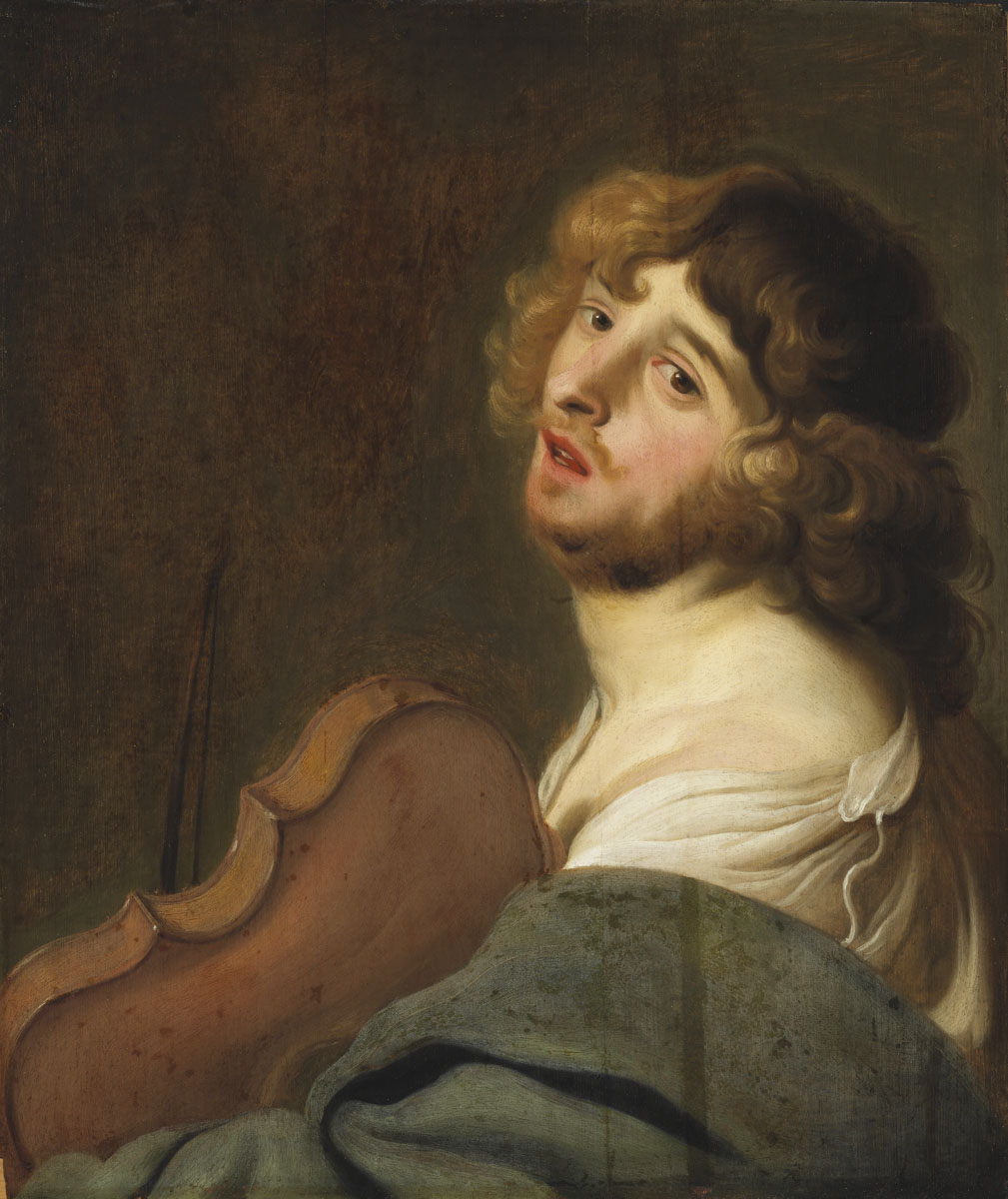
Jacob Adriaensz Backer, 1635.

- Baburen, Dirck van (Wijk bij Duurstede 1595 – Utrecht 1624)
- Backer, Jacob Adriaensz (Harlingen 1608 – Amsterdam 1651)
- Backhuizen, Ludolf (Emden 1630 – Amsterdam 1708)
- Baen, Jan de (Haarlem 1633 – La Haye 1702)
- Bailly, David (Leiden 1584 – Leiden 1657)
- Bary, Hendrik (Gouda c. 1640 – Gouda 1707)
- Bassen, Bartholomeus van (Anvers 1590 – La Haye 1652)
- Battem, Gerrit (Rotterdam c. 1636 – Rotterdam 1684)
- Beck, David (Delft 1621 – La Haye 1656)
- Beeck, Johannes van der (Amsterdam 1589 – Amsterdam 1644)
- Beecq, Jan Karel Donatus van (Amsterdam 1638 – Amsterdam 1732)
- Beelt, Cornelis (Rotterdam c. 1630 – Haarlem ou Rotterdam 1702)
- Beerstraaten, Jan Abrahamsz (Amsterdam 1622 – Amsterdam 1666)
- Bega, Cornelis Pietersz (Haarlem 1632 – Haarlem 1664)
- Begeyn, Abraham Jansz (Leyde 1637 – Berlin 1697)
- Beijeren, Abraham van (La Haye 1620 – Overschie 1690)
- Berchem, Nicolaes Pietersz (Haarlem 1620 – Amsterdam 1683)
- Berckheyde, Gerrit Adriaensz (Haarlem 1638 – Haarlem 1698)
- Berckheyde, Job Adriaensz (Haarlem 1630 – Haarlem 1693)
- Berghe, Christoffel van den (Middelbourg 1590 – Middelbourg 1645)
- Bijlert, Jan van (Utrecht 1597 – Utrecht 1671)
- Bisschop, Cornelis (Dordrecht 1630 – Dordrecht 1674)
- Bleker, Gerrit Claesz (Haarlem 1593 – Haarlem 1656)
- Bloemaert, Abraham (Gorinchem 1566 – Utrecht 1651)
- Bloemaert, Cornelis (Utrecht 1603 – Rome 1692)
- Bloemaert, Hendrick (Utrecht 1601 – Utrecht 1672)
- Bloot, Pieter de (Rotterdam 1601 – Rotterdam 1658)
- Bol, Ferdinand (Dordrecht 1616 – Amsterdam 1680)
- Bollongier, Hans (Haarlem c. 1600 – Haarlem 1675)
- Bor, Paulus (Amersfoort 1601 – Amersfoort 1669)
- Borch, Gerard (I) ter (Zwolle 1583 – Zwolle 1662)
- Borch, Gerard (II) ter (Zwolle 1617 – Deventer 1681)
- Borch, Gesina ter (Zwolle 1633 – Deventer 1690)
- Borssom, Anthonie van (Amsterdam 1631 – Amsterdam 1677)
- Bosschaert, Abraham (Middelbourg 1612 – Utrecht 1643)
- Bosschaert, Ambrosius (I) (Anvers 1573 – La Haye 1621)
- Bosschaert, Ambrosius (II) (Utrecht 1609 – Utrecht 1645)
- Both, Andries (Utrecht 1612 – Venise 1642)
- Both, Jan (Utrecht c. 1614 – Utrecht 1652)
- Boursse, Esaias (Amsterdam 1631, at sea 1672)
- Brakenburg, Richard (Haarlem 1650 – Haarlem 1702)
- Bramer, Leonard (Delft 1596 – Delft 1674)
- Bray, Jan de (Haarlem 1627 – Haarlem 1697)
- Bray, Salomon de (Amsterdam 1597 – Haarlem 1664)
- Breenbergh, Bartholomeus (Deventer 1598 – Amsterdam 1657)
- Brekelenkam, Quiringh van (Zwammerdam 1622 – Leyde 1669)
- Broeck, Elias van den (Anvers 1649 – Amsterdam 1708)
- Bronckhorst, Jan Gerritsz van (Utrecht 1603 – Amsterdam 1661)
- Brouwer, Adriaen (Oudenaarde 1605 – Anvers 1638)
- Brugghen, Hendrick ter (Utrecht 1588 – Utrecht 1629)
- Burgh, Hendrick van der (Naaldwijk 1627 – Leyde? >1666)
- Buytewech, Willem Pietersz (Rotterdam 1591 – Rotterdam 1624)

### C

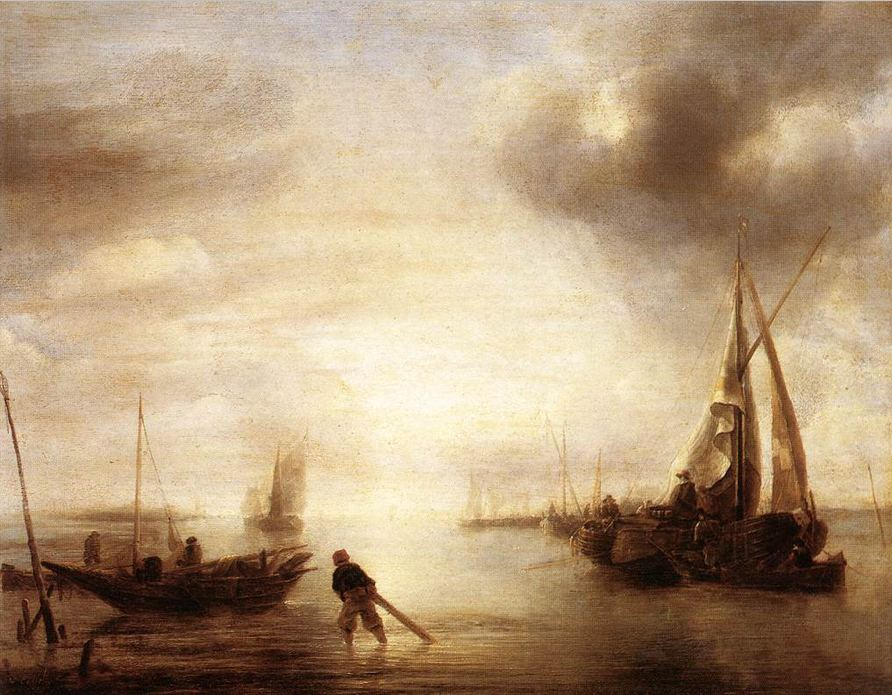
Jan van de Cappelle, 1655.

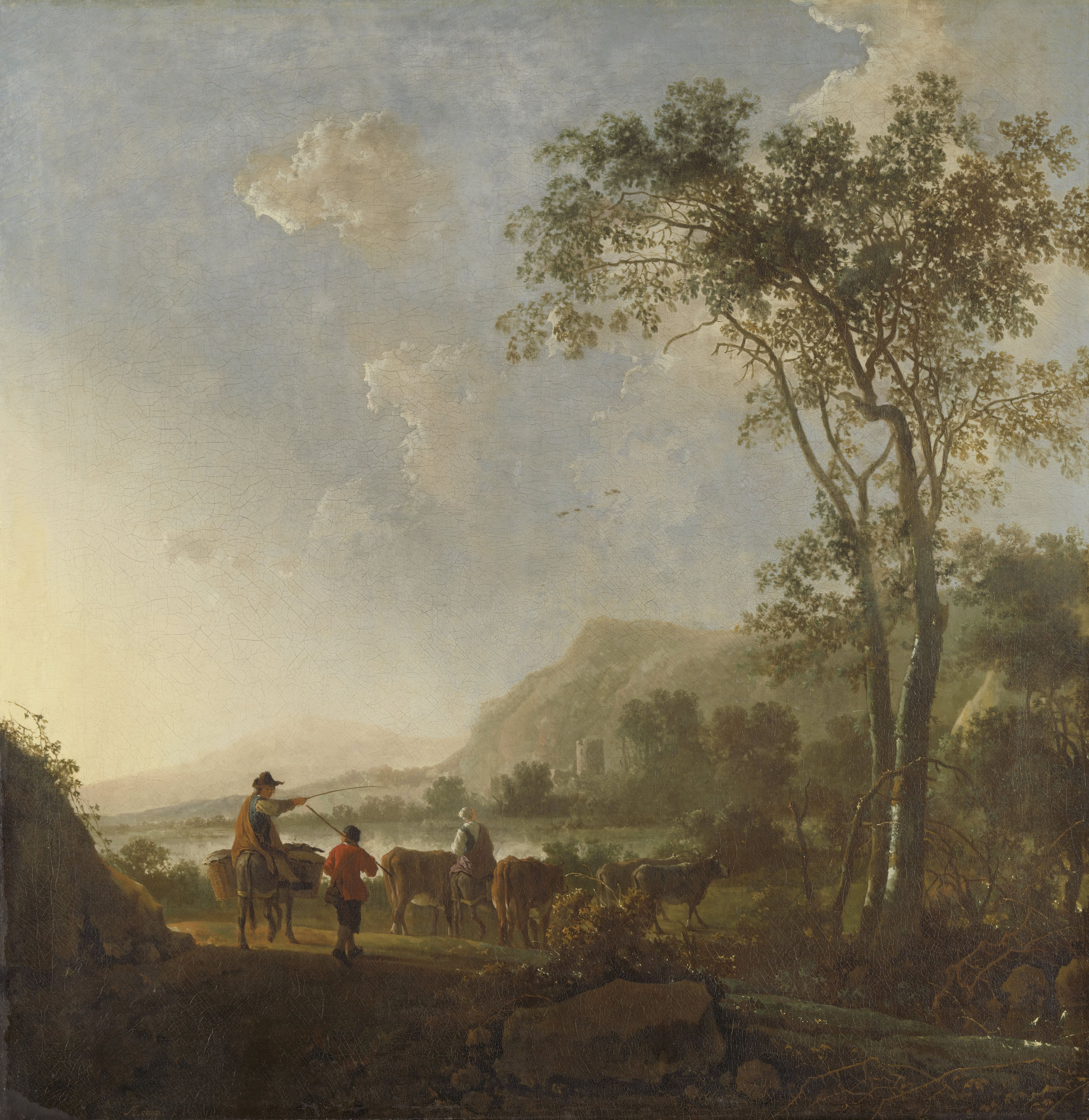
Albert Cuyp, 1660.

- Cabel, Arent Arentsz (Amsterdam 1586 – Amsterdam en 1631)
- Appel, Jan I van (Nijmegen 1656 – La Haye 1703)
- Calraet, Abraham van (Dordrecht 1642 – Dordrecht 1722)
- Campen, Jacob van (Haarlem 1596 – Amersfoort 1657)
- Camphuysen, Govert Dircksz (Gorinchem 1623 – Amsterdam, 1672)
- Cappelle, Jan van de (Amsterdam 1626 – Amsterdam 1679)
- Claesz Pieter (Berchem 1597 – Haarlem 1660)
- Claeuw, Jacques de (Dordrecht 1642 – Leyde >1694)
- Codde, Pieter (Amsterdam 1599 – Amsterdam 1678)
- Collenius, Herman (Kollum, 1650 - Groningue, 1723)
- Collier, Edwaert (Breda c. 1640 – Londres, 1708)
- Content, Eli  (Vevey, 1943 - Amsterdam, 2022)
- Coorte, M. Adriaen (Middelbourg? c. 1660 – Middelbourg >1707)
- Cornelisz, Cornelis (Haarlem 1562 – Haarlem 1638)
- Couwenbergh, Christiaen van (Delft 1604 – Cologne 1667)
- Cross, Anthonie Jansz van der (Alkmaar 1606 – La Haye 1663)
- Cuyp, Aelbert (Dordrecht 1620 – Dordrecht 1691)
- Cuyp, Benjamin Gerritsz (Dordrecht 1612 – Dordrecht 1652)
- Cuyp, Jacob Gerritsz (Dordrecht 1594 – Dordrecht 1652)

### D

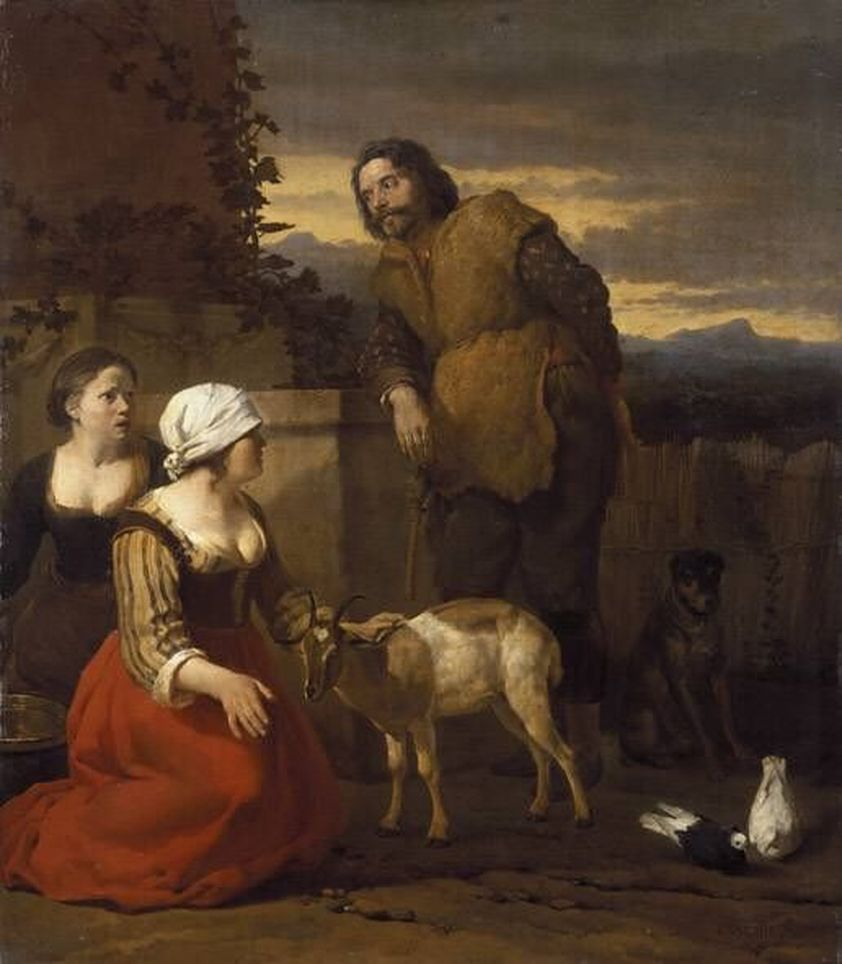
Karel Dujardin, de la mi-17e siècle.

- Danckerts, Dancker (Amsterdam 1634 - Amsterdam 1666)
- Danckerts, Hendrick (La Haye 1625 – Amsterdam, 1680)
- Decker, Cornelis Gerritsz (Haarlem? 1623 – Haarlem 1678)
- Delen, Dirck van (Heusden 1605 – Arnemuiden 1671)
- Delff, Willem Jacobsz (Delft 1580 – Delft 1638)
- Diepenbeeck, Abraham van (Bois-le-Duc 1596 – Anvers 1675)
- Diepraam, Abraham (Rotterdam 1622 – Rotterdam? 1670)
- Dijck, Floris Claesz van (Haarlem 1575 – Haarlem 1651)
- Donck, Gérard (Amsterdam 1600 - Amsterdam 1650)
- Doomer, Lambert (Amsterdam 1624 – Amsterdam, 1700)
- Dou, Gérard (Leiden 1613 – Leiden 1675)
- Droochsloot, Cornelis (Utrecht 1630, >1673)
- Droochsloot, Joost Cornelisz (Utrecht 1586 – Utrecht 1666)
- Drost, Willem (Amsterdam 1633 – Amsterdam 1659)
- Dubbels, Hendrick Jacobsz (Amsterdam 1621 – Amsterdam, 1707)
- Dubordieu, Pieter (L'Île-Bouchard 1609 – Amsterdam? >1678)
- Canard, Jacob (Utrecht 1600 – Utrecht 1667)
- Dujardin, Karel (Amsterdam 1626 – Venise 1678)
- Dusart, Cornelis (Haarlem 1660 – Haarlem 1704)
- Duyfhuysen, Pieter Jacobsz. (Rotterdam 1608 - Rotterdam 1677)
- Duyster, Willem Cornelisz (Amsterdam 1599 – Amsterdam 1635)

### E
- Eckhout, Albert (Groningen c. 1610 – Groningen c. 1665)
- Eeckhout, Gerbrand van den (Amsterdam 1621 – Amsterdam 1674)
- Egmont, Justus van (Leyde 1601 – Anvers 1674)
- Elinga, Pieter Janssens (Bruges 1623 – Amsterdam, 1682)
- Esselens, Jacob (Amsterdam 1626 – Amsterdam, 1687)
- Rijnsweerd, Allaert van (Alkmaar 1621 – Amsterdam 1675)
- Rijnsweerd, Cesar Boèce van (Alkmaar 1617 – Alkmaar 1678)

### F

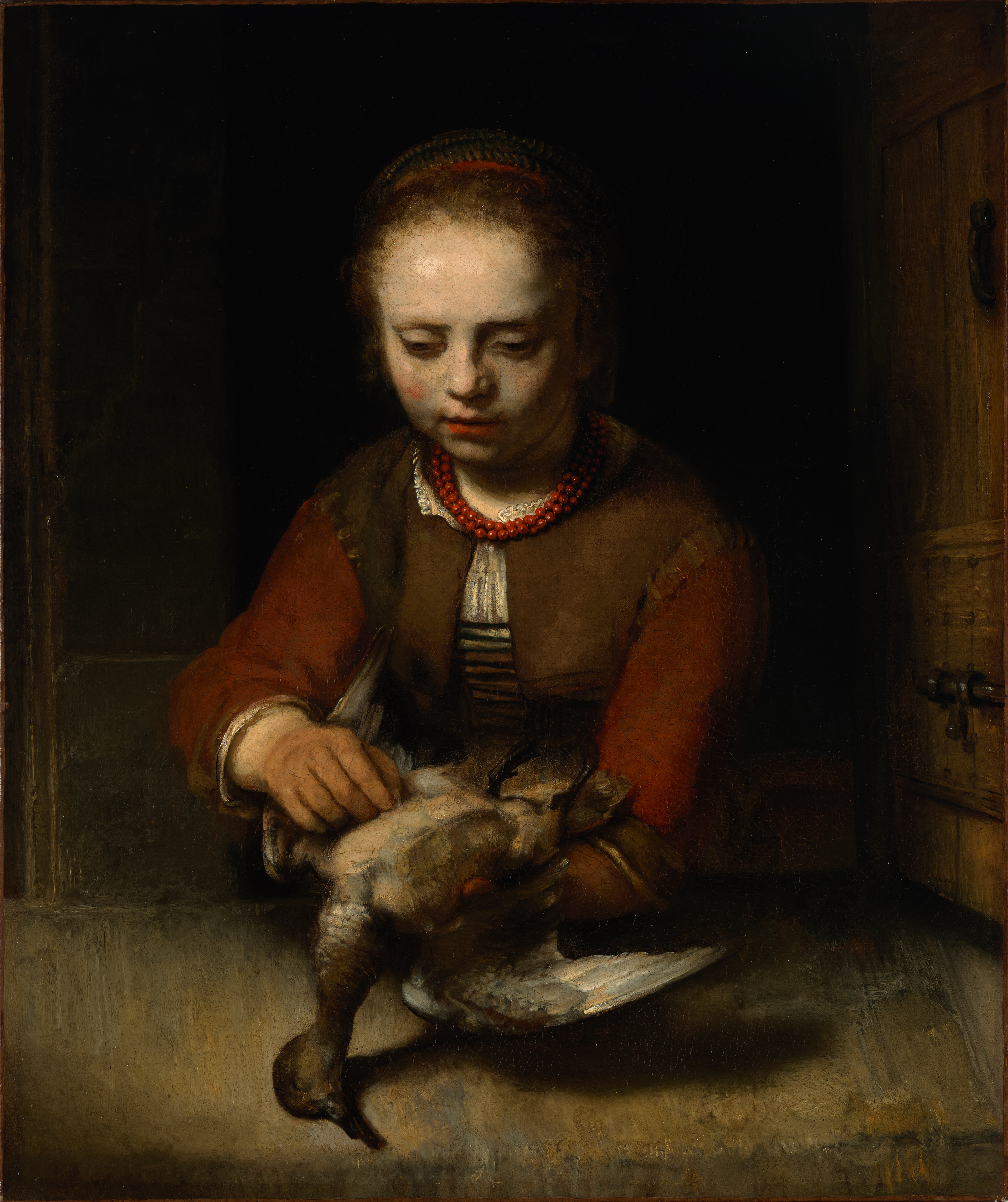
Barent Fabritius, 2e tiers du 17e siècle.

- Fabritius, Barent (Middenbeemster 1624 – Amsterdam 1673)
- Fabritius, Carel (Middenbeemster 1622 – Delft 1654)
- Flinck, Govert (Clèves 1615 – Amsterdam 1660)
- Fornenburgh, Jan Baptist van (Anvers c. 1590 – La Haye 1648)
- Fromantiou, Hendrik de (Maastricht 1633 – Potsdam? >1700)

### G

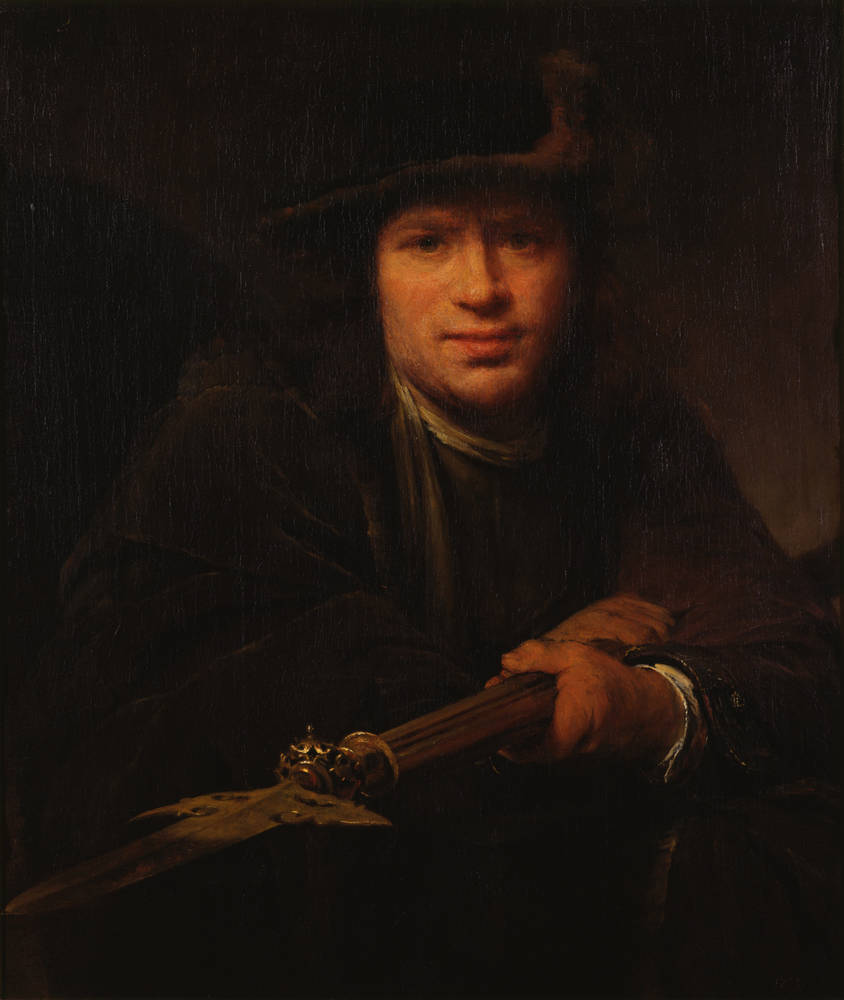
Aert de Gelder, c. 1696.

- Gael, Barent (Haarlem c. 1630 – Amsterdam, 1698)
- Geest, Wybrand de (Leeuwarden 1592 – Leeuwarden après 1667)
- Gelder, Aert de (Dordrecht 1645 – Dordrecht 1727)
- Gheyn, Jacob de (II) (Anvers 1565 – La Haye 1629)
- Gillig, Jacob (Utrecht c. 1636 – Utrecht 1701)
- Giselaer, Nicolaes (Dordrecht 1583 – ca. 1655)
- Glauber, Johannes (Utrecht 1646 – Schoonhoven 1726)
- Goudt, Hendrick (La Haye c. 1583 – Utrecht 1648)
- Goyen, Jan Josefsz van (Leyde 1596 – La Haye 1656)
- Grebber, Pieter Fransz de (Haarlem c. 1600 – Haarlem 1652)
- Griffier, Jan (I) (Amsterdam 1645 – Londres 1718)
- Groenewegen, Pieter Anthonisz. van (Delft 1600 - La Haye 1658)

### H

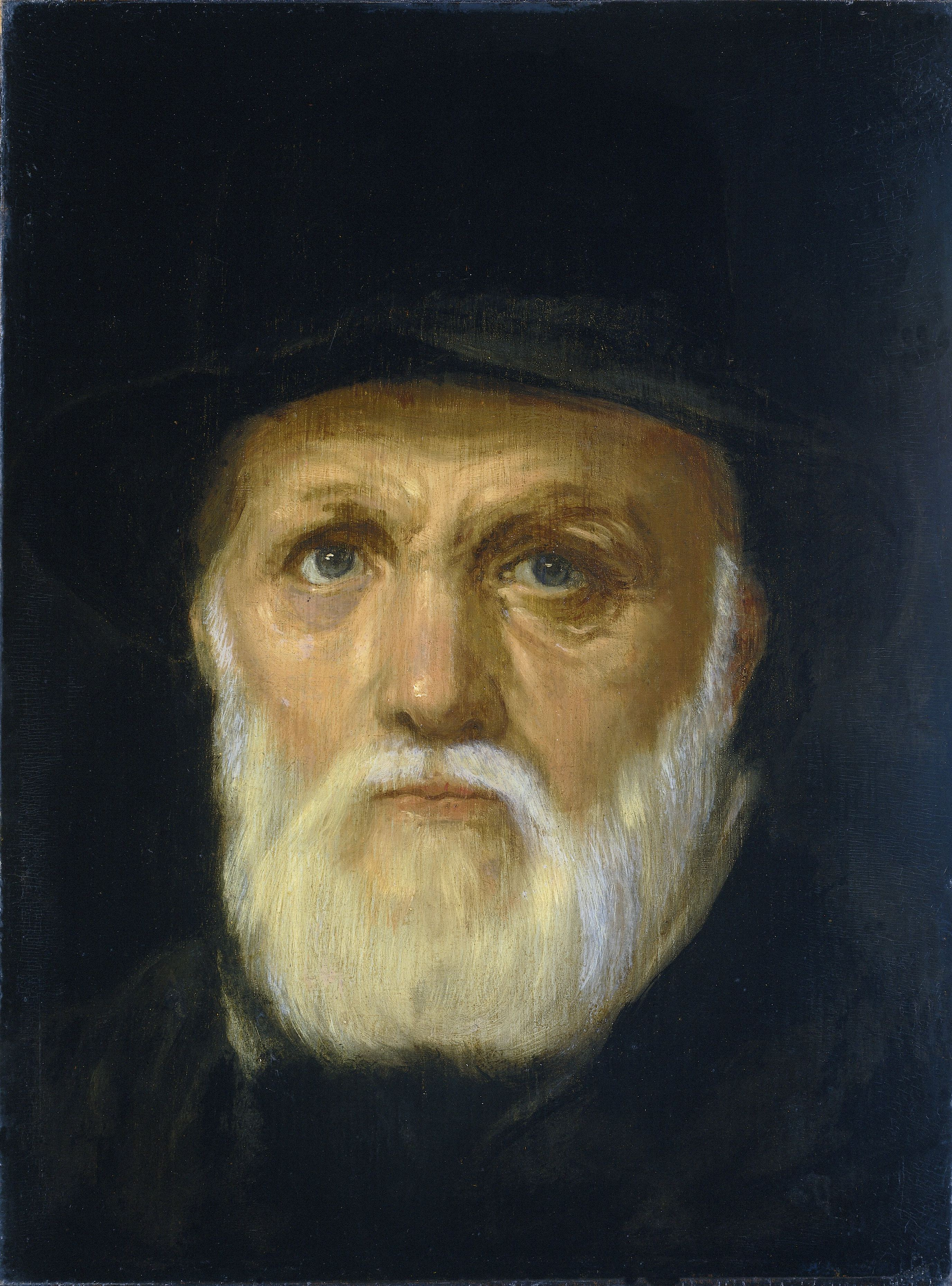
Cornelis van Haarlem, c. 1590.

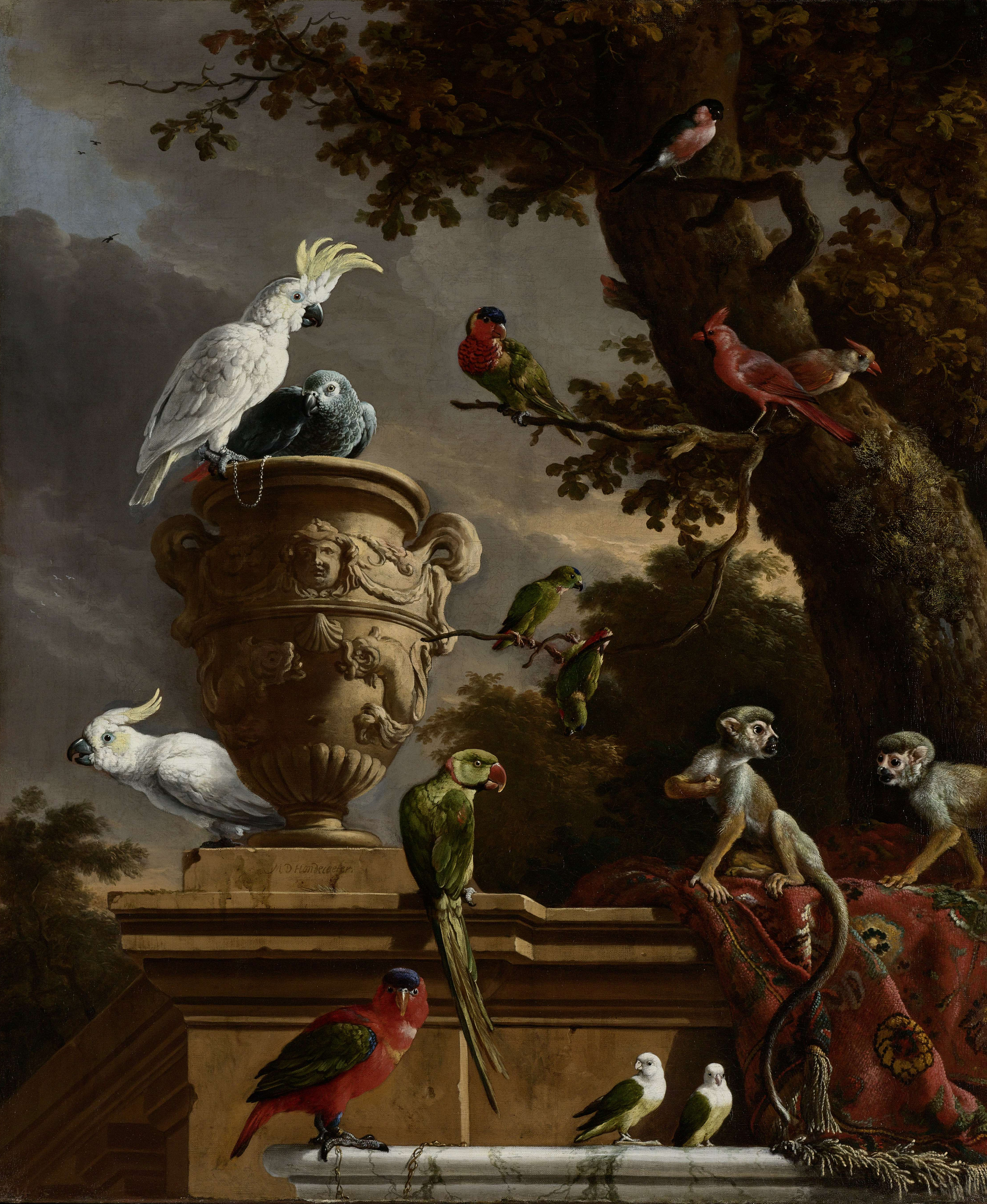
Melchior d'Hondecoeter, 2e moitié 17e siècle.

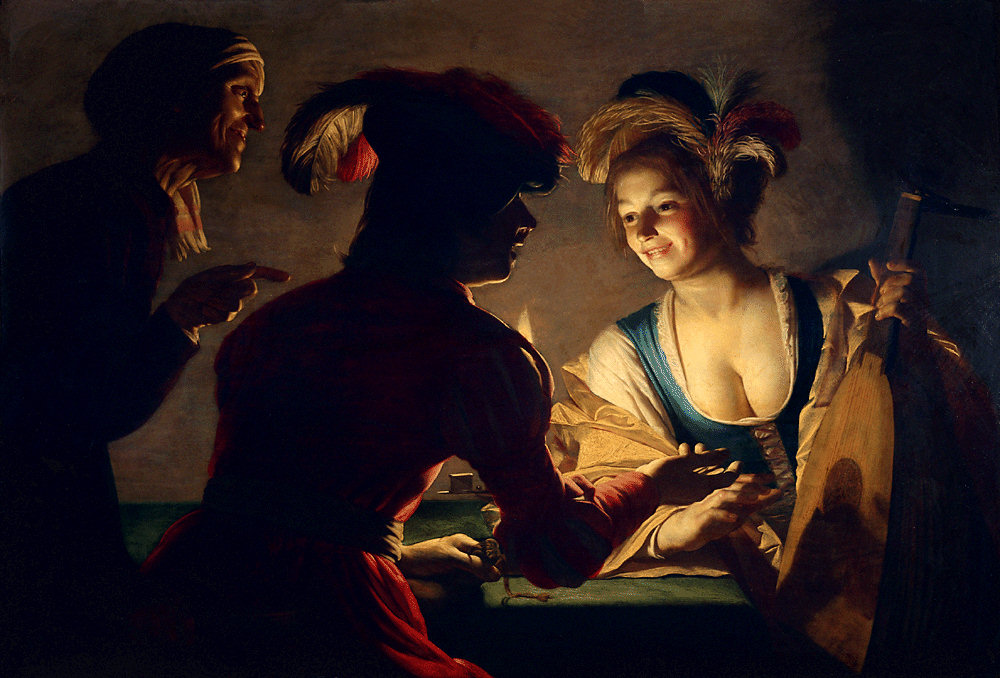
Gerard van Honthorst, 1625

- Haagen, Joris van der (Arnhem 1615 – La Haye 1669)
- Haarlem, Cornelis Cornelisz van (Haarlem 1562 – Haarlem 1638)
- Hackaert, Jan (Amsterdam 1628 – Amsterdam >1685)
- Hals, Dirck (Haarlem 1591 – Haarlem 1656)
- Hals, Frans (Anvers 1582 – Haarlem 1666)
- Hanneman, Adriaen (La Haye 1603/4 – La Haye 1671)
- Heck, Claes Dirckz van der (Alkmaar c. 1595 – Alkmaar 1649)
- Heck, Claes Jacobsz van der (Alkmaar c. 1578 – Alkmaar 1652)
- Hecken, Abraham van den (Anvers c. 1610 – Amsterdam? > 1655)
- Heda, Gerret Willemsz (Haarlem c. 1625 – Haarlem 1649)
- Heda, Willem Claesz (Haarlem 1594 – Haarlem 1680)
- Heem, Cornelis de (Leyde 1631 – Anvers 1695)
- Heem, David Cornelisz de (Anvers 1663 – La Haye? >1701)
- Heem, Jan Davidsz de (Utrecht 1606 – Anvers 1683)
- Heem, Jan Jansz. de (Anvers 1650 - Anvers 1695)
- Heemskerck, Egbert van (Haarlem 1634 – Londres 1704)
- Helmbreker, Dirk (Haarlem 1633 – Rome 1696)
- Helst, Bartholomeus van der (Haarlem 1613 – Amsterdam 1670)
- Heusch, Jacob de (Utrecht 1657 – Amsterdam 1701)
- Heusch, Willem de (Utrecht 1625 – Utrecht 1692)
- Heyden, Jan van der (Gorinchem 1637 – Amsterdam 1712)
- Hobbema, Meindert (Amsterdam 1638 – Amsterdam 1709)
- Hoet, Gerard (Zaltbommel 1648 – La Haye 1733)
- Hondecoeter, Gillis Claesz d' (Anvers c. 1575 – Amsterdam 1638)
- Hondecoeter, Melchior d' (Utrecht 1636 – Amsterdam 1695)
- Hondius, Abraham (Rotterdam 1625 – Londres 1691)
- Honthorst, Gerard van (Utrecht 1592 – Utrecht 1656)
- Hooch, Pieter de (Rotterdam 1629 – Amsterdam 1684)
- Hooghe, Romeyn de (Amsterdam 1645 – Haarlem 1708)
- Hoogstraten, Samuel van (Dordrecht 1627 – Dordrecht 1678)
- Houbraken, Arnold (Dordrecht 1660 – Amsterdam 1719)
- Houckgeest, Gerard (La Haye 1600 – Bergen op Zoom 1661)
- Huchtenburg, Jan van (Haarlem 1647 – Amsterdam 1733)
- Hulst, Frans de (Haarlem c. 1610 – Haarlem 1661)

### J
- Jacobsz, Lambert (Amsterdam c. 1598 – Leeuwarden 1636)
- Jansz van Velsen, Jacob (Delft c. 1597 - Amsterdam 1656)
- Jongh, Claude de (Utrecht c. 1606 – Utrecht 1663)
- Jongh, Ludolf Leendertsz de (Overschie 1616 – Hillegersberg 1679)
- Jonson van Ceulen, Cornelis (Londres 1593 – Utrecht 1661)

### K

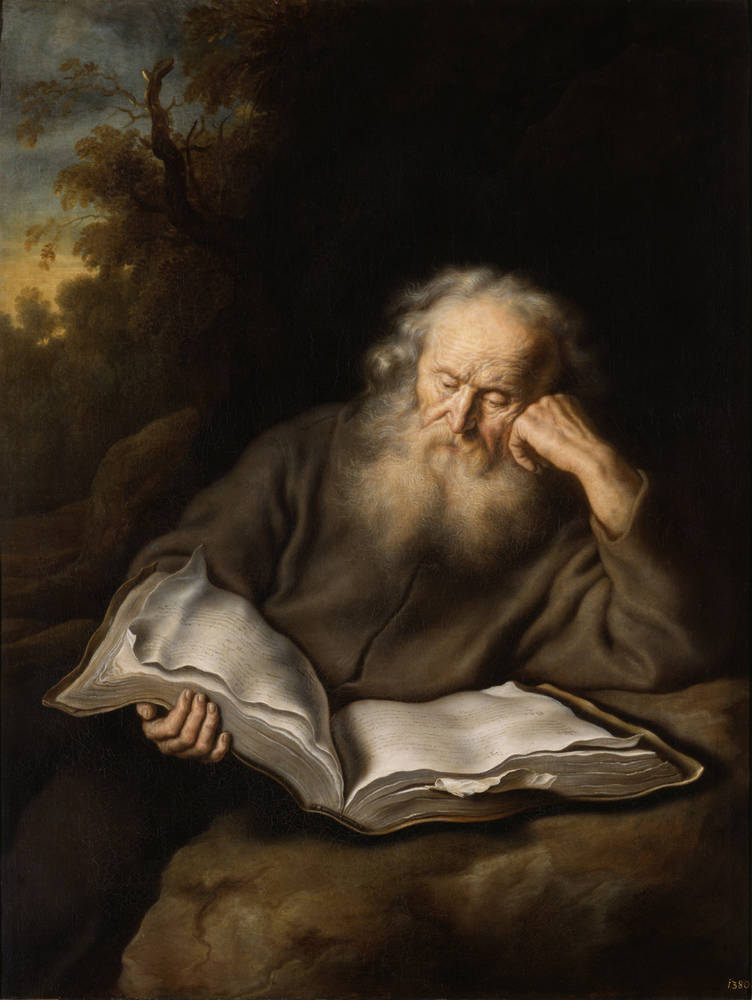
Salomon Koninck, 1643

- Kabel, m. adriaen van der (Ryswick 1630 – Lyon 1705)
- Kalf, Willem (Rotterdam 1619 – Amsterdam, 1693)
- Kessel, Jan van (Amsterdam 1641 – Amsterdam, 1680)
- Keyser, Thomas de (Amsterdam 1596 – Amsterdam, 1667)
- Kick, Cornelis (Amsterdam 1634 – Amsterdam 1681)
- Kick, Simon (Delft 1603 – Amsterdam, 1652)
- Koedijck, Isaack (Amsterdam 1618 – Amsterdam, 1668)
- Koninck, Philips (Amsterdam 1619 – Amsterdam, 1688)
- Koninck, Salomon (Amsterdam 1609 – Amsterdam 1656)

### L
- Lachtropius, Nicolaes (Amsterdam? c. 1640 – Alphen-sur-le-Rhin? >1700)
- Laer, Pieter van (Haarlem 1599 – Haarlem? 1642)
- Lairesse, Gérard de (Liège 1640 – Amsterdam, 1711)
- Lastman, Pieter (Amsterdam 1583 – Amsterdam 1633)
- Lely, Sir Peter (Soest 1618 – Londres 1680)
- Leveck, Jacobus (Dordrecht 1634 – Dordrecht 1675)
- Leyster, Judith (Haarlem 1609 – Heemstede 1660)
- Liefrinck, Cornelis (Leyde ca. 1581 – Inconnu, après 1652)
- Lievens, Jan (Leiden 1607 – Amsterdam 1674)
- Lingelbach, Johannes (Francfort-sur-le-Main 1622 – Amsterdam 1674)
- Lisse, Dirck van der (La Haye 1607 – La Haye 1669)
- Loo, Jacob van (Sluis 1614 – Paris 1670)
- Lorme, Anthonie de (Tournai ca. 1610 – Rotterdam 1673)
- Luttichuys, Isaack (Londres 1616 – Amsterdam 1673)
- Luttichuys, Simon (Londres 1610 - Amsterdam 1661)

### M

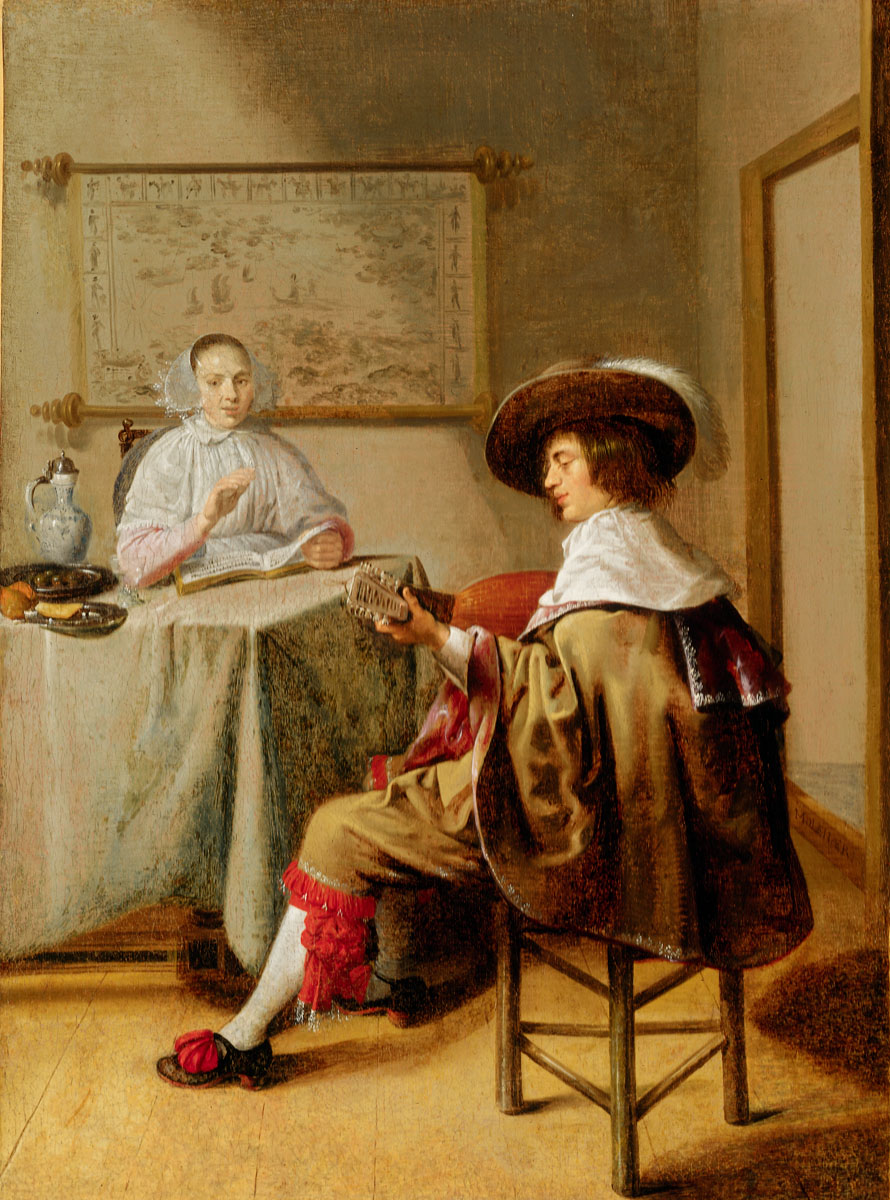
Jan Miense Molenaer, c. 1650

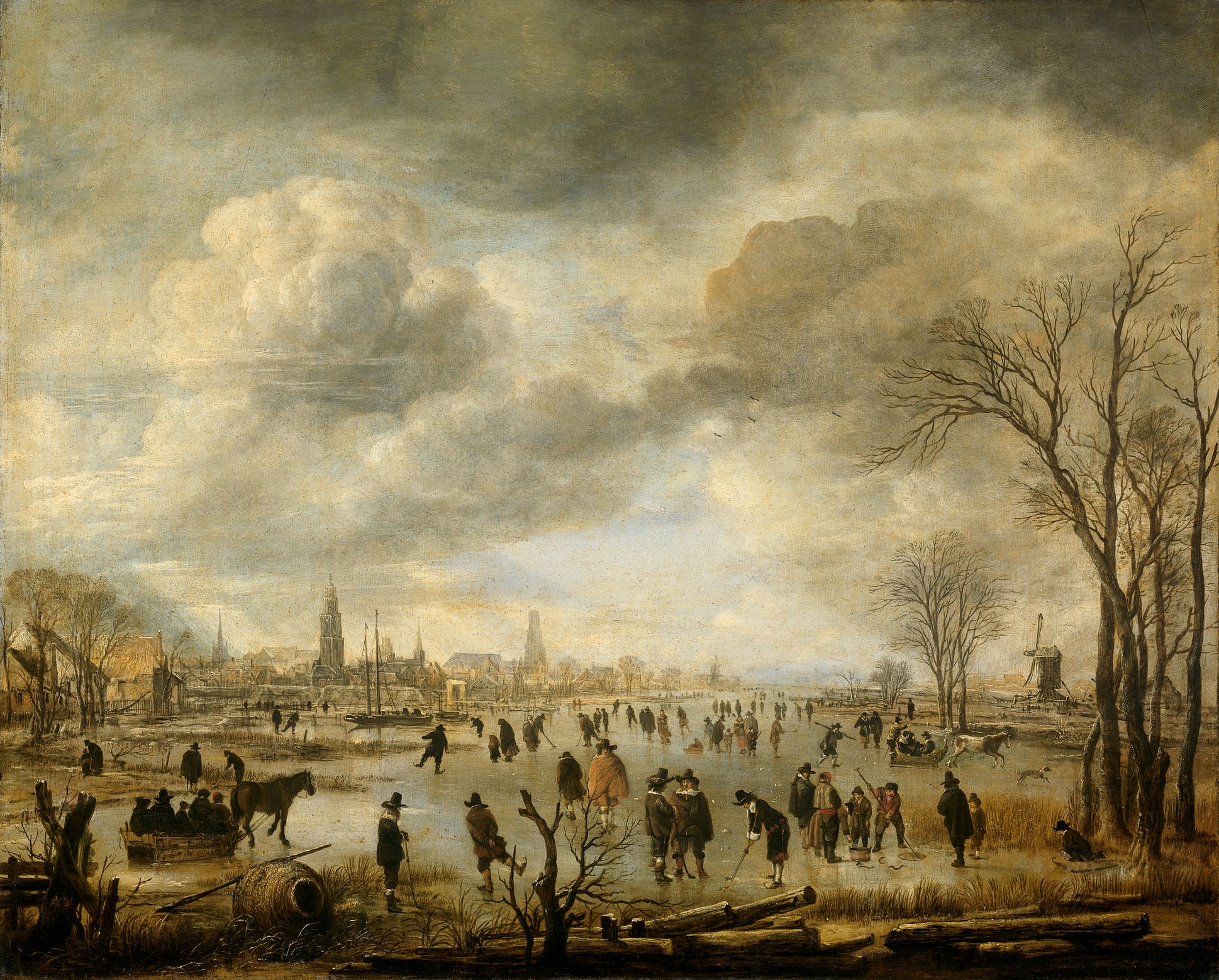
Aert van der Neer, c. 1650

- Maes, Nicolaes (Dordrecht 1634 – Amsterdam 1693)
- Man, Cornelis de (Delft 1621 – Delft 1706)
- Mancadan, Jacobus (c. 1602 – 4 October 1680)
- Marrel, Jacob (Frankenthal 1614 – Francfort-sur-le-Main 1681)
- Marseus van Schrieck, Otto (Nimègue 1619 – Amsterdam 1678)
- Matham, Jacob (Haarlem 1571 – Haarlem 1631)
- Meer, Barend van der (Haarlem 1659 – Haarlem? c. 1700)
- Meer, Jan van der (Haarlem 1656 – Haarlem 1705)
- Metsu, Gabriel (Leyde 1629 – Amsterdam 1669)
- Mierevelt, Michiel Jansz van (Delft 1567 – Delft 1641)
- Mieris, Frans I van (Leyde 1635 – Leiden 1681)
- Mieris, Jan van (Leyde 1660 – Rome 1690)
- Mignon, Abraham (Francfort-sur-le-Main 1640 – Utrecht 1679)
- Mijtens, Daniël (Delft 1590 – La Haye 1647)
- Mijtens, Johannes (La Haye 1614 – La Haye 1670)
- Moeyaert, Nicolaes (Durgerdam 1592 – Amsterdam 1655)
- Molenaer, Jan Miense (Haarlem 1610 – Haarlem 1668)
- Molenaer, Nicolaes (Haarlem <1630 – Haarlem 1676)
- Molijn, Pieter de (Londres 1595 – Haarlem 1661)
- Moor, Carel de (Leyde 1655 – Warmond 1738)
- Moreelse, Johan (Utrecht c. 1600 – Utrecht 1634)
- Moreelse, Paulus (Utrecht 1571 – Utrecht 1638)
- Mosscher, Jacob van (Haarlem c. 1605 – Haarlem >1655)
- Moucheron, Frederik de (Emden 1633 – Amsterdam 1686)
- Mulier, Pieter (I) (Haarlem c. 1610 – Haarlem 1659)
- Mulier, Pieter (II) (Haarlem 1637 – Milan 1701)
- Muller, Jan Harmensz (Amsterdam 1571 – Amsterdam 1628)
- Musscher, Michiel van (Rotterdam 1645 – Amsterdam 1705)

### N

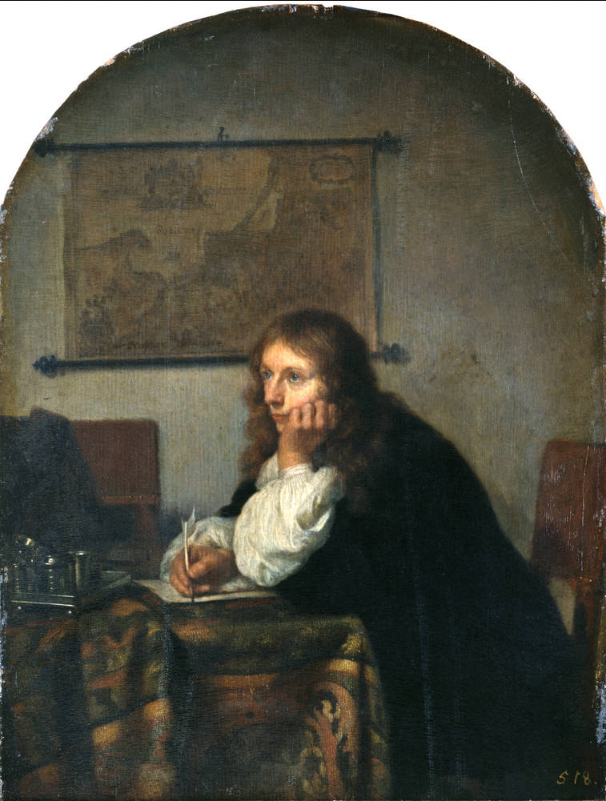
Caspar Netscher, 1665

- Naiveu, Matthijs (Leyde 1647 – Amsterdam, 1726)
- Naiwincx, Herman (Schoonhoven 1623 – Hambourg? c. 1670)
- Neer, Aert van der (Amsterdam 1603 – Amsterdam 1677)
- Neer, Églon van der (Amsterdam 1634 – Düsseldorf 1703)
- Netscher, Caspar (Heidelberg 1639 – La Haye 1684)
- Nieulandt, Willem van (Anvers 1583 – Amsterdam 1635)
- Les Nooms, Reinier (Amsterdam 1623 – Amsterdam, 1664)
- Noordt, Jan van (Schagen 1624 – Londres? 1676?)

### O
- Ochtervelt, Jacob (Rotterdam 1634 – Amsterdam, 1682)
- Le Silo, Jan (Gorinchem 1610 – Heusden 1676)
- Oosterwijck, Maria van (Nootdorp 1630 – Uitdam 1693)
- Ostade, m. adriaen van (Haarlem 1610 – Haarlem 1685)
- Ostade, Isaac van (Haarlem 1621 – Haarlem 1649)

### P
- Palamedesz, Anthonie (Delft 1601 – Amsterdam 1673)
- Pickenoy, Nicolaes Eliasz (Amsterdam 1588 – Amsterdam 1655)
- Pijnacker, Adam (Schiedam 1622 – Amsterdam 1673)
- Poel, Egbert Lievensz van der (Delft 1621 – Rotterdam 1664)
- Poelenburch, Cornelis van (Utrecht 1594 – Utrecht 1667)
- Poorter, Willem de (Haarlem 1608 – Heusden? > 1648)
- Porcellis, Jan (Gand 1584 – Zoeterwoude 1632)
- Post, Frans Jansz (Haarlem 1612 – Haarlem 1680)
- Post, Pieter Jansz (Haarlem 1608 – La Haye 1669)
- Pot, Hendrik Gerritsz (Amsterdam 1580 – Amsterdam, 1657)
- Potter, Paulus (Enkhuizen 1625 – Amsterdam 1654)
- Potter, Pieter Symonsz (Enkhuizen 1597 – Amsterdam, 1652)
- Pynas, Jacob Symonsz (Haarlem 1592 – Delft 1656)
- Pynas, Jan Symonsz (Alkmaar 1581 – Amsterdam 1631)

### Q
- Quast, Pieter Jansz (Amsterdam 1605 – Amsterdam 1647)

### R
- Rabel, Ae van (1653)

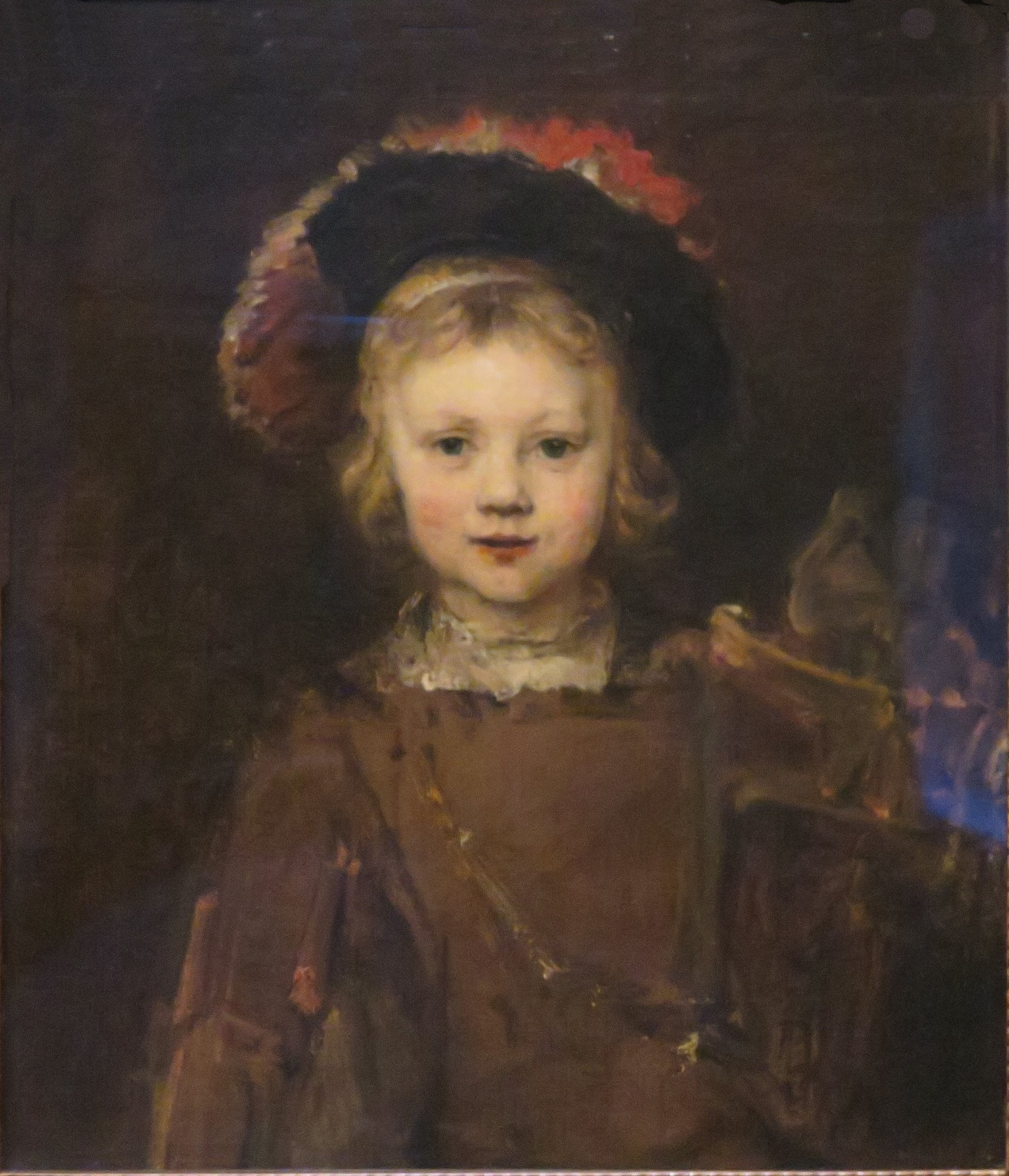
Rembrandt, 1635.

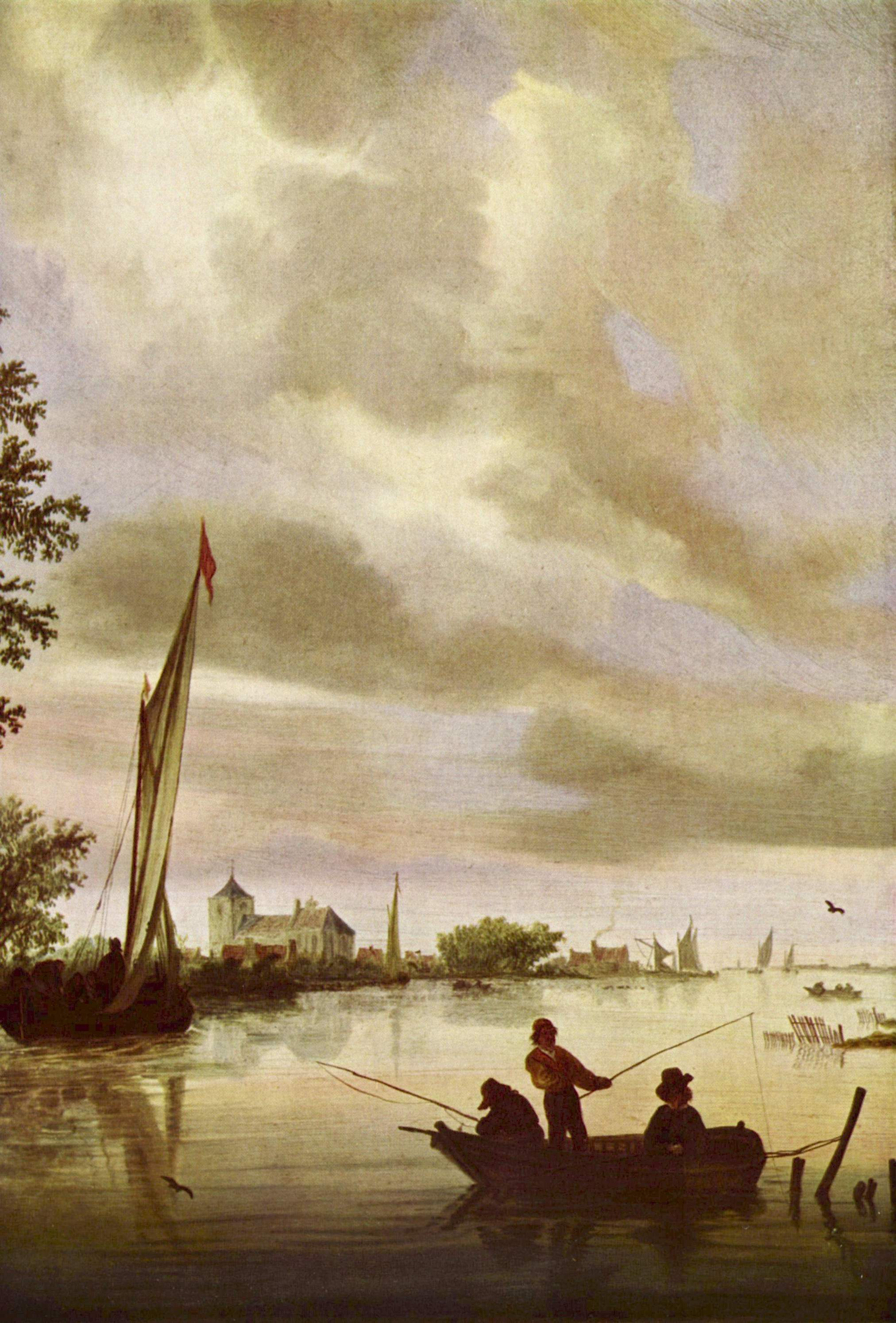
Salomon van Ruysdael, 1632.

- Ravesteyn, Jan Antonisz van (La Haye 1572 – La Haye 1657)
- Rembrandt (Leyde, 1606 – Amsterdam, 1669)
- Anneau, Pieter de (Ieper c. 1615 – Leyde 1660)
- Roghman, Roelant (Amsterdam 1627 – Amsterdam, 1692)
- Rombouts, Gillis (Haarlem 1631 – Haarlem 1672)
- Rombouts, Salomon (Haarlem 1652 – Italie? c. 1702)
- Rotius, Jacob (Hoorn 1644 – Hoorn 1682)
- Rotius, Jan Albertsz (Medemblik 1624 – Hoorn 1666)
- Ruisdael, Jacob Isaacksz van (Haarlem 1628 – Haarlem 1682)
- Ruysdael, Salomon van (Naarden 1600 – Haarlem 1670)

### S

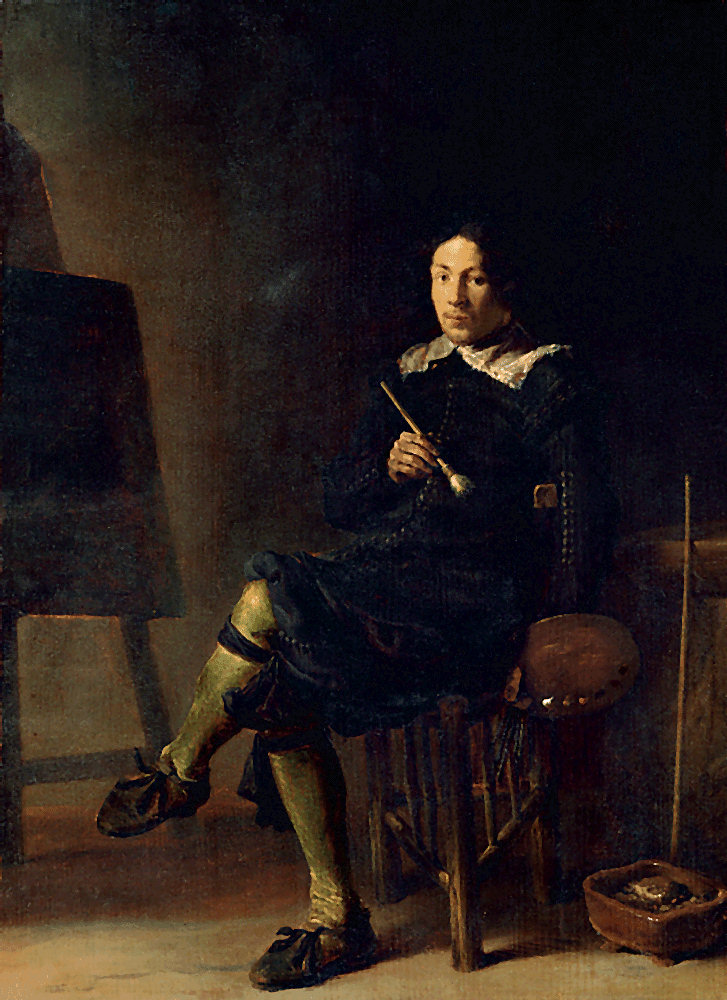
Cornelis Saftleven, 1629.

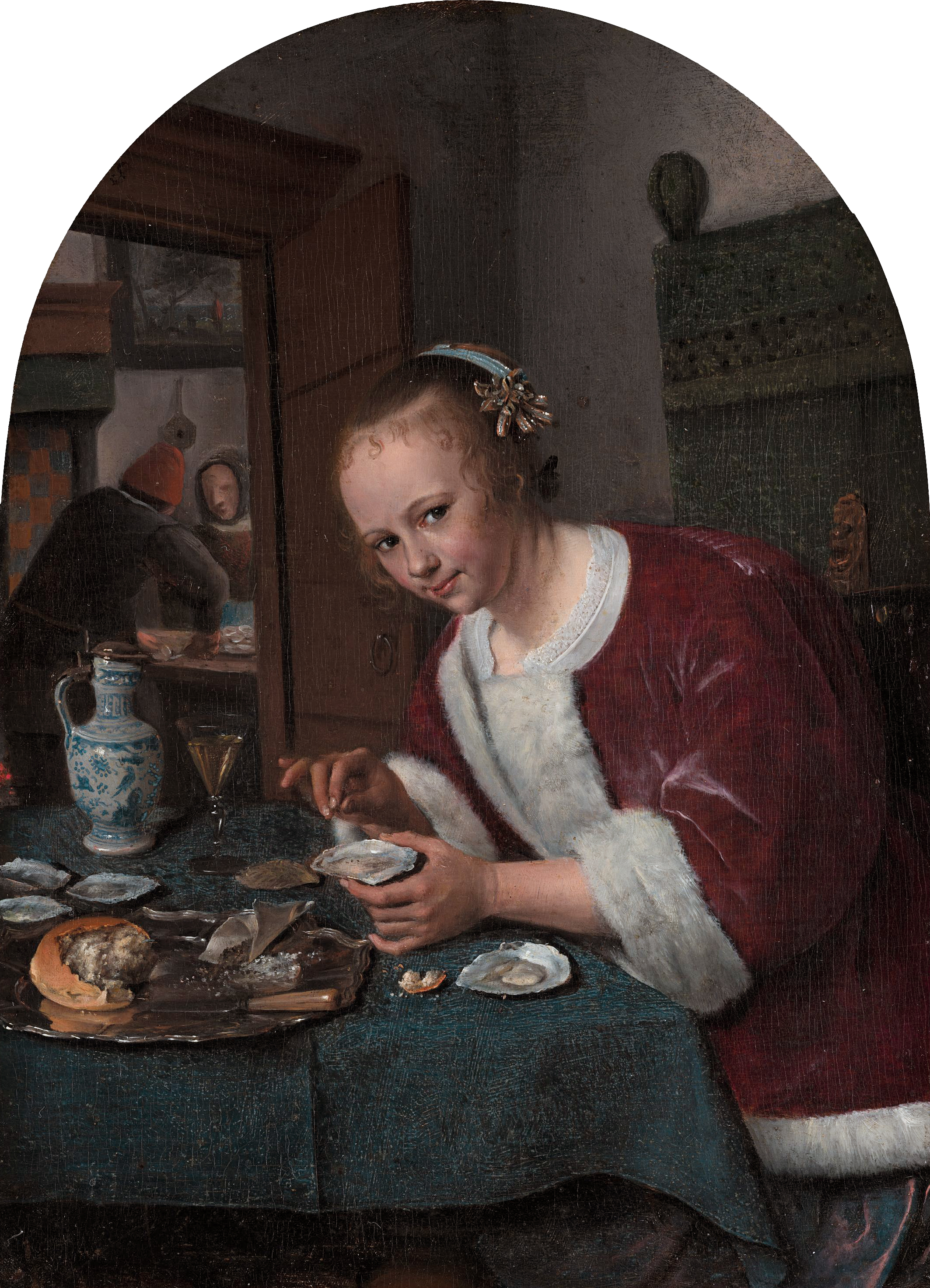
Jan Steen, c. 1665.

- Saenredam, Pieter Jansz (Assendelft 1597 – Haarlem 1665)
- Saftleven, Cornelis (Gorinchem 1607 – Rotterdam 1681)
- Saftleven, Herman (Rotterdam 1609 – Utrecht 1685)
- Salm, Adriaen van (Delfshaven c. 1660 – Delfshaven 1720)
- Santvoort, Dirck Dircksz van (Amsterdam 1610 – Amsterdam 1680)
- Savery, Roelant (Courtrai 1576 – Utrecht 1639)
- Schalcken, Godfried (Made 1643 – La Haye 1706)
- Schellinks, Willem (Amsterdam 1627 – Amsterdam 1678)
- Schooten, Floris van (c. 1590 – Haarlem 1656)
- Schrieck, Otto Marseus van (Nimègue 1619 – Amsterdam 1678)
- Seghers, Hercules (Haarlem 1589 – La Haye 1638)
- Slingelandt, Pieter Cornelisz van (Leyde 1640 – Leyde 1691)
- Slingelandt, Cornelis van (Dordrecht 1635 - Dordrecht 1686)
- Soest, Gerard (Soest 1600 - Londres 1681)
- Sorgh, Hendrick Martensz (Rotterdam 1610 – Rotterdam 1670)
- Soutman, Pieter (Haarlem c. 1595 – Haarlem 1657)
- Spelt, Adriaen van der (Leyde c. 1630 – Gouda 1673)
- Staveren, Jan Adriaensz van (Leyde 1614 – Leyde 1669)
- Steen, Jan Havicksz (Leyde 1626 – Leyde 1679)
- Steenwijck, Harmen (Delft 1612 – Leyde 1656)
- Steenwijck, Hendrik II van (Antwerp c. 1580 – Leyde ou La Haye 1649)
- Stom, Matthias (Amersfoort 1600 – Sicile >1652)
- Stoop, Dirck (Utrecht 1618 – Utrecht 1686)
- Storck, Abraham (Amsterdam 1644 – Amsterdam 1708)
- Storck, Jacob (Amsterdam 1641 – Amsterdam 1688)
- Streek, Juriaen van (Amsterdam 1632 – Amsterdam 1687)
- Stuven, Ernst (Hamburg c. 1657 – Rotterdam 1712)
- Susenier, Abraham (Leiden c. 1620 – Dordrecht 1672)
- Swanenburg, Jacob Isaacsz van (Leyde 1571 – Utrecht 1638)
- Swanevelt, Herman van (Woerden 1604 – Paris 1655)

### T
- Tempel, Abraham van den (Leeuwarden 1622 – Amsterdam, 1672)
- Tengnagel, Jan (Amsterdam 1584 – Amsterdam 1635)
- Terborch, Gérard (II) (Zwolle 1617 – Deventer 1681)
- Terbrugghen, Hendrick (Utrecht 1588 – Utrecht 1629)
- Thulden, Theodoor van (Bois-le-Duc 1606 – Bois-le-Duc 1669)
- Tol, Domenicus van (Bodegraven c. 1635 – Leyde 1676)
- Toorenvliet, Jacob (Leyde 1640 – Leyde 1719)
- Torrentius, Johannes (Amsterdam 1589 – Amsterdam, 1644)

### U
- Ulft, Jacob van der (Gorinchem 1627 - Noordwijk 1690)

### V
- Valckert, Werner van den (Amsterdam? c. 1585 – Delft? 1644?)
- Velde, Adriaen van de (Amsterdam 1636 – Amsterdam 1672)
- Velde, Esaias van de (Amsterdam 1587 – La Haye 1630)
- Velde, Jan (II) van de (Rotterdam ou Delft 1593 – Enkhuizen 1641)
- Velde, Jan Jansz (III) van de (Haarlem 1620 – Enkhuizen 1662)
- Velde, Willem (I) van de (Leyde 1611 – Greenwich 1693)
- Velde, Willem (II) van de (Leyde 1633 – Londres 1707)
- Velsen, Jacob Jansz van (Delft 1597 – Amsterdam 1656)
- Venne, Adriaen Pietersz van de (Delft 1589 – La Haye 1662)
- Verbeeck, Cornelis (Haarlem 1590 - Haarlem 1647)
- Verbeeck, Pieter Cornelisz. (Haarlem 1610 - Haarlem 1654)
- Verelst, Herman (La Haye ou Dordrecht 1641 – Londres 1702)
- Verelst, Pieter Hermansz (Dordrecht c. 1618 – Hulst? c. 1678)
- Verelst, Simon Pietersz (La Haye 1644 – Londres < 1717)
- Verkolje, Jan (Amsterdam 1650 – Delft 1693)
- Vermeer, Johannes (Delft 1632 – Delft 1675)
- Vermeer van Haarlem, Jan (I) (Haarlem 1628 – Haarlem 1691)
- Vermeer van Haarlem, Jan (II) (Haarlem 1656 – Haarlem 1705)
- Verschuring, Hendrick (Gorinchem 1627 – Dordrecht 1690)
- Verspronck, Johannes Cornelisz (Haarlem c. 1606 – Haarlem 1662)
- Verwer, Abraham de (Haarlem c. 1585 – Amsterdam 1650)
- Verwer, Justus de (Amsterdam 1625 – Amsterdam 1689)
- Victors, Jan (Amsterdam 1619 – Indonésie 1676)
- Vinckboons, David (Mechelen 1576 – Amsterdam 1629)
- Visscher, Cornelis (Haarlem 1628 – Amsterdam 1658)
- Vlieger, Simon de (Rotterdam 1600/1 – Weesp 1653)
- Vliet, Hendrick Cornelisz van (Delft 1611 – Delft 1675)
- Vliet, Willem van der (Delft 1584 – Delft 1642)
- Vois, Arie de (Utrecht c. 1632 – Leiden 1680)
- Vonck, Jan (Toruń 1631 – Amsterdam 1664)
- Vos, Cornelis de (Hulst 1584 – Anvers 1651)
- Vosmaer, Daniël (Delft 1622 – Den Briel 1670)
- Vrel, Jacob (fl.Delft and Haarlem 1654-1670)
- Vries, Abraham de (Rotterdam 1590 - La Haye 1655)
- Vries, Roelof Jansz van (Haarlem 1631 – Amsterdam >1680)
- Vrijmoet (ou Vrymoet), Jacobus (1744 ou 1756 - 1831)
- Vroom, Cornelis (Haarlem 1591 – Haarlem 1661)
- Vroom, Hendrik Cornelisz (Haarlem 1566 – Haarlem 1640)

### W

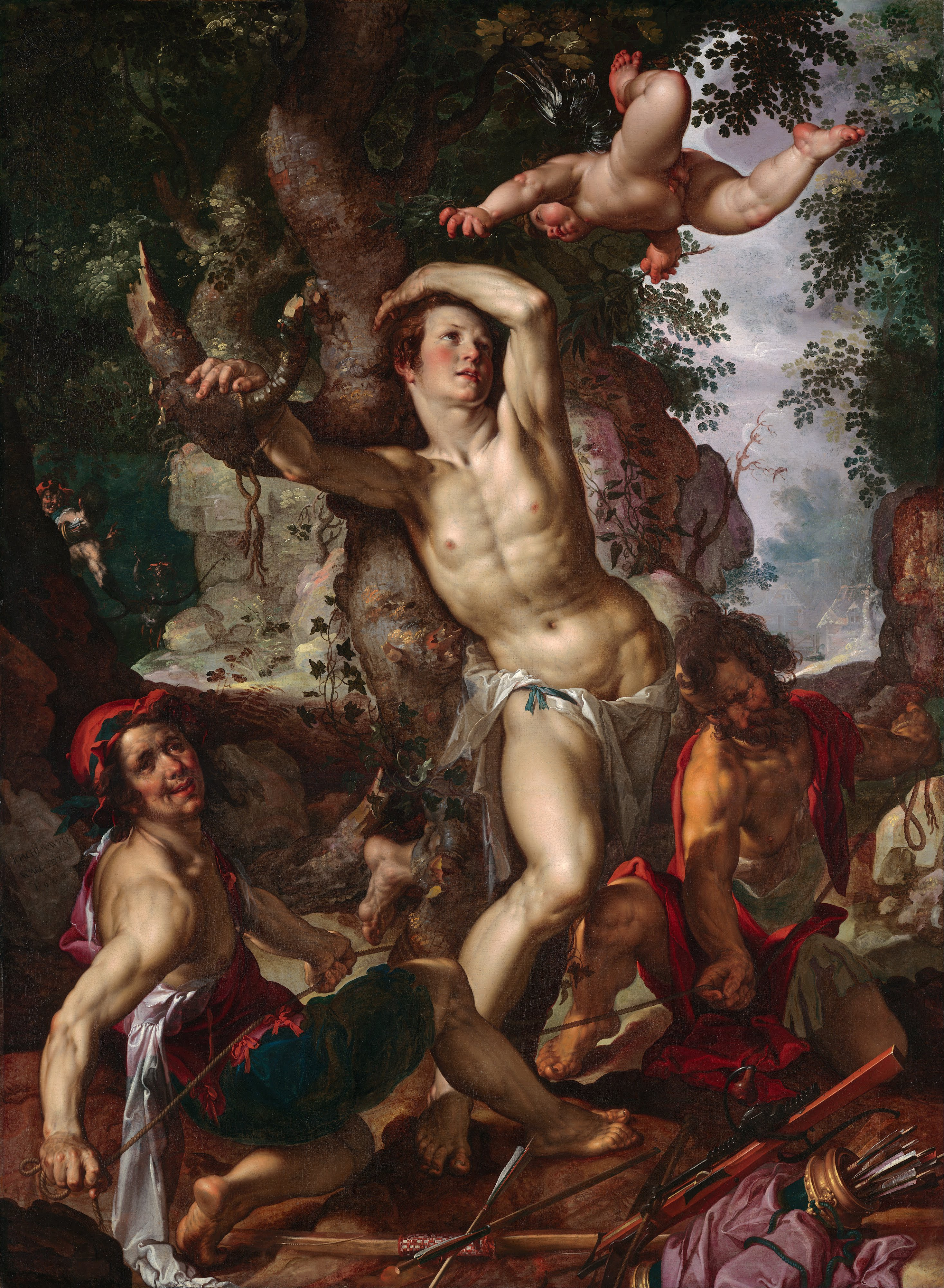
Joachim Wtewael, 1600.

- Waterloo, Anthonie (Lille 1609 – Utrecht 1690)
- Weenix, Jan (Amsterdam 1642 – Amsterdam, 1719)
- Weenix, Jan Baptiste (Amsterdam 1621 – Utrecht 1661)
- Humide, Jacob de (Haarlem 1611 – Haarlem 1675)
- Wieringen, Cornelis Claesz van (Haarlem <1577 – Haarlem 1633)
- Wijck, Thomas (Beverwijk c. 1616 – Haarlem 1677)
- Wijck, Harmen Jan van der (Deventer 1769 – Mannheim 1847)
- Wijnants, Jan (Haarlem 1632 – Amsterdam 1684)
- Willaerts, Abraham (Utrecht 1603 – Utrecht 1669)
- Willaerts, Adam (Londres 1577 – Utrecht 1664)
- Wissing, Willem (Amsterdam 1656 – Stamford, Lincolnshire 1687)
- Withoos, Matthias (Amersfoort 1627 – Hoorn 1703)
- Witte, Emanuel de (Alkmaar 1617 – Amsterdam, 1692)
- Wittel, Caspar van (Amersfoort 1653 – Rome 1736)
- Wouwerman, Philips (Haarlem 1619 – Haarlem 1668)
- Wtenbrouck, Moyses van (La Haye c. 1595 – La Haye 1647)
- Wtewael, Joachim (Utrecht 1566 – Utrecht 1638)
- Wtewael, Pierre (Utrecht 1596 – Utrecht 1660)
- Wyck, Jan (Haarlem 1644 – Morteau 1702)

### Z
- Zeelander, Pieter de (Haarlem 1620 - inconnu)

## 18e siècle

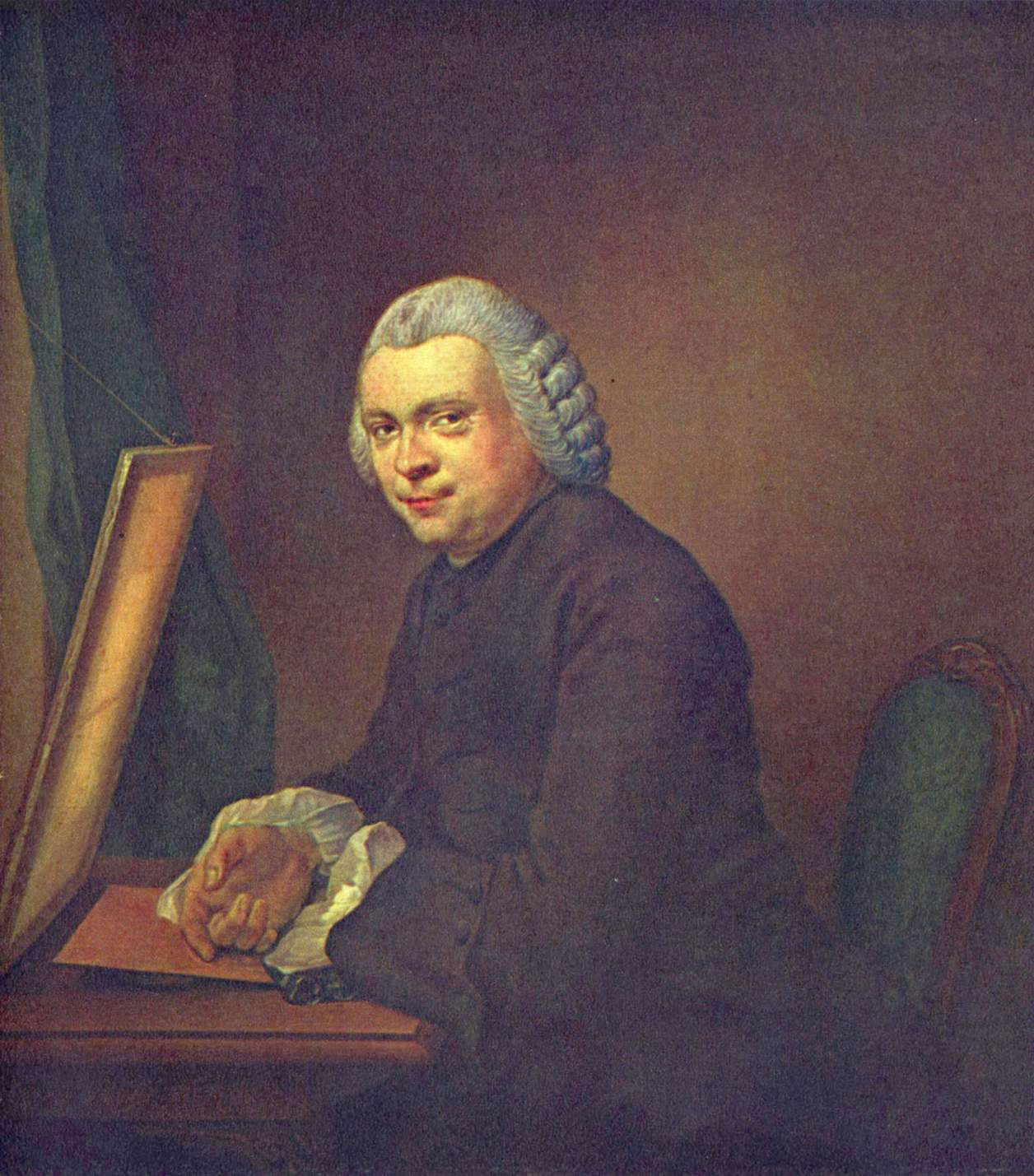
Jacobus Achète, 1766.

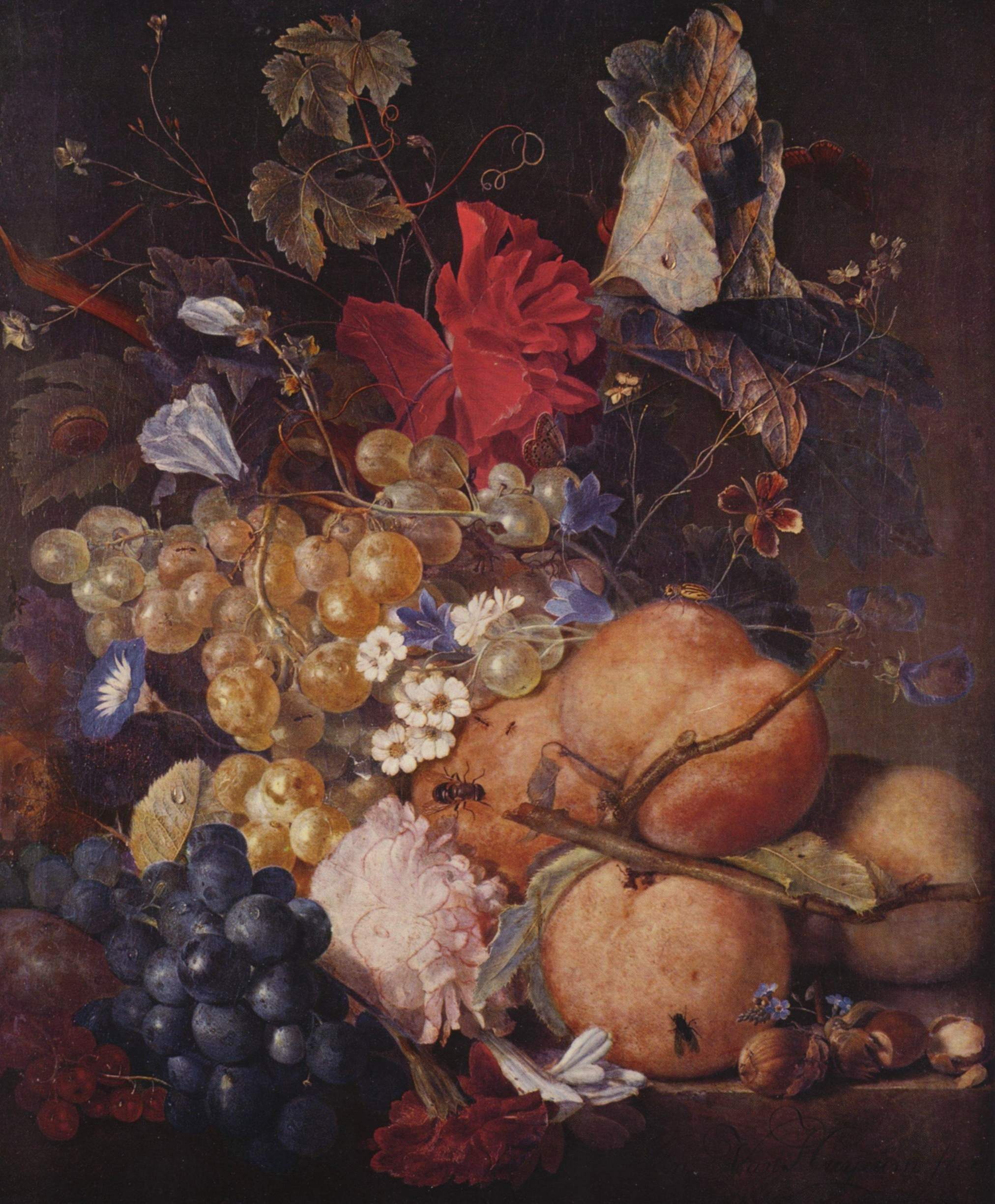
Jan van Huysum, 1735

- Aa, Dirk van der (La Haye, 1731 – La Haye 1809)
- Aa, Jacob van der (La Haye, 1743 – La Haye 1776)
- Accama, Bernardus (Burum 1697 – Leeuwarden 1756)
- Andriessen, Jurriaan (Amsterdam 1742 – Amsterdam 1819)
- Apostool, Cornelis (Amsterdam 1762 – Amsterdam 1844)
- Pieter Barbiers  : quatre peintres portant ce nom dans la famille Barbiers
- Beekerk, Walter (1756-1796)
- Beijer, Jan de (Aarau 1703 – Clèves 1785)
- Boonen, Arnold (Dordrecht 1669 – Amsterdam 1729)
- Burg, Adriaan van der (Dordrecht 1693 – Dordrecht 1733)
- Burg, Dirk van der (Utrecht 1721 – Utrecht 1773)
- Buys, Jacobus (Amsterdam 1724 – Amsterdam 1801)
- Cats, Jacob (Altona 1741 – Amsterdam 1799)
- Dongen, Dionys van (Dordrecht 1748 – Rotterdam 1819)
- Drielst, Egbert van (Groningue 1745 – Amsterdam 1818)
- Fargue, Paulus Constantijn la (La Haye 1729 – La Haye 1782)
- Haag, Tethart Philipp Christian (Cassel 1737 – La Haye 1812)
- Hendriks, Wybrand (Amsterdam 1744 – Haarlem 1831)
- Houbraken, Jacob (Dordrecht 1698 – Amsterdam 1780)
- Huysum, Jan van (Amsterdam 1682 – Amsterdam 1749)
- Jelgerhuis, Rienk (Leeuwarden 1729 – Amsterdam 1806)
- Jelgersma, Tako Hajo (Harlingen 1702 – Haarlem 1795)
- Kobell, Hendrik (Rotterdam 1751 – Rotterdam n1779)
- Kouwenbergh, Philip van (Amsterdam 1671 – Amsterdam 1729)
- Langendijk, Dirk (Rotterdam 1748 – Rotterdam 1805)

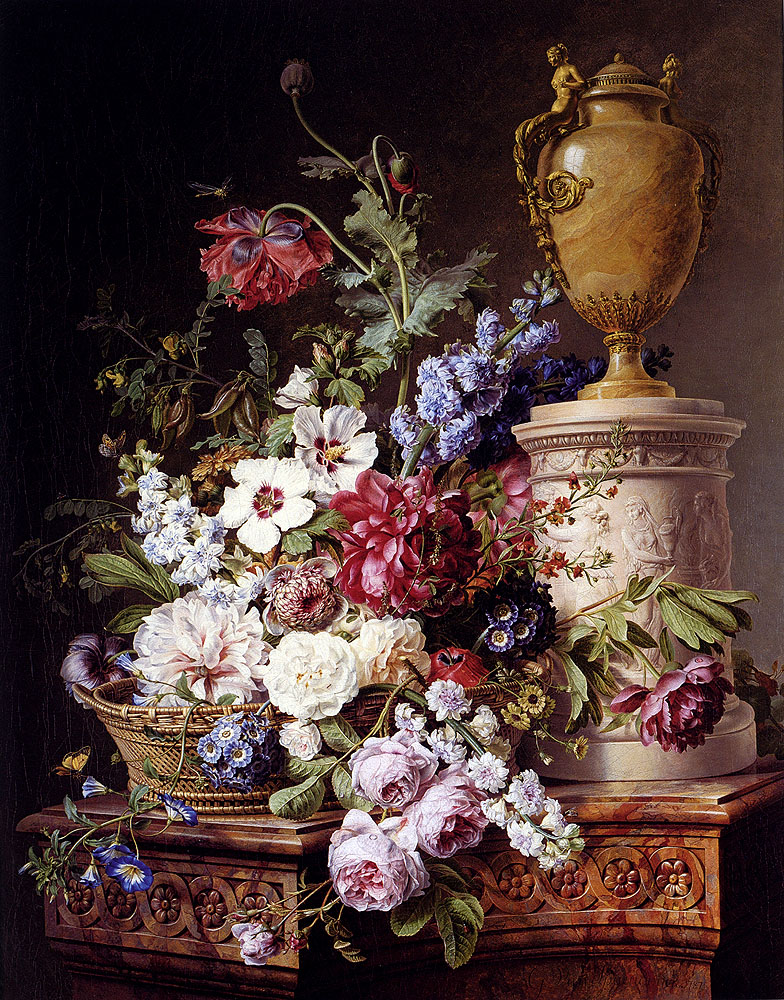
Gerard van Spaendonck, 1787.

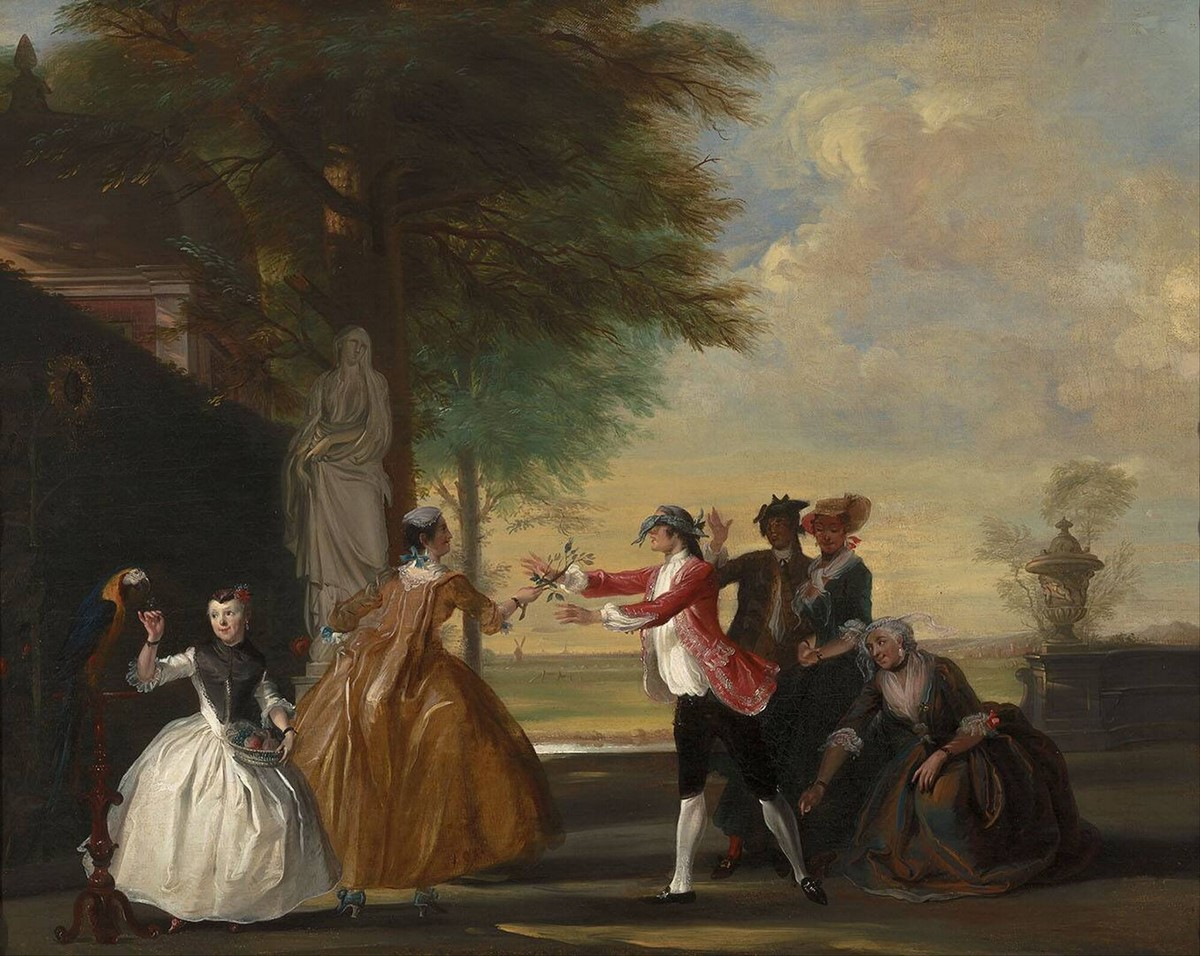
Cornelis Troost, c. 1740.

- Meijer, Hendrik (Amsterdam 1737 – Londres 1793)
- Mieris, Frans II van (Leyde 1689 – Leyde 1763)
- Mieris, Willem van (Leyde 1662 – Leyde 1747)
- Moni, Louis de (Bréda 1698 – Leyde 1771)
- Moucheron, Isaac de (Amsterdam 1667 – Amsterdam 1744)
- Os, Jan van (Middelharnis 1744 – La Haye 1808)
- Ouwater, Isaac (Amsterdam 1748 – Amsterdam 1793)
- Regters, Tibout (Dordrecht 1710 – Amsterdam 1768)
- Ruysch, Anna (La Haye 1666 – Amsterdam? >1741)
- Ruysch, Rachel (La Haye 1664 – Amsterdam 1750)
- Schouman, Aert (Dordrecht 1710 – La Haye 1792)
- Silo, Adam (Amsterdam 1674 – Amsterdam 1760)
- Spaendonck, Cornelis van (Tilbourg 1756 – Paris 1839)
- Spaendonck, Gerard van (Tilbourg 1746 – Paris 1822)
- Strij, Abraham van (Dordrecht 1753 – Dordrecht 1826)
- Strij, Jacob van (Dordrecht 1756 – Dordrecht 1815)
- Troost, Cornelis (Amsterdam 1696 – Amsterdam 1750)
- Valkenburg, Dirk (Amsterdam 1675 – Amsterdam 1721)
- Vanderlyn, Pieter (Pays-Bas 1687 – Kingston, NY? 1778)
- Verkolje, Nicolaas (Delft 1673 – Amsterdam 1746)
- Vermeulen, Andries (Dordrecht 1763 – Amsterdam 1814)
- Vinne, Vincent Jansz van der (Haarlem 1736 – Haarlem 1811)
- Werff, Adriaen van der (Kralingen 1659 – Rotterdam 1722)
- Werff, Pieter van der (Kralingen 1665 – Rotterdam 1722)
- Wit, Jacob de (Amsterdam 1695 – Amsterdam 1754)

## 19e siècle

### A-G

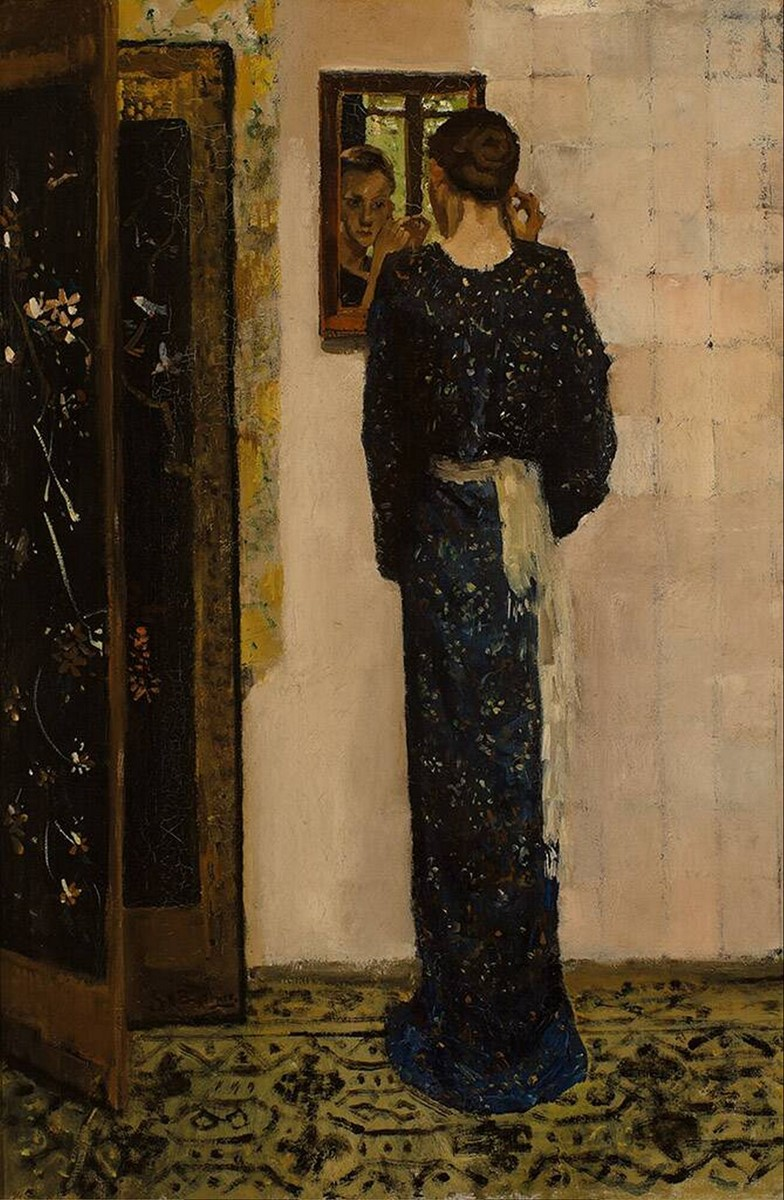
George Hendrik Breitner, 1894.

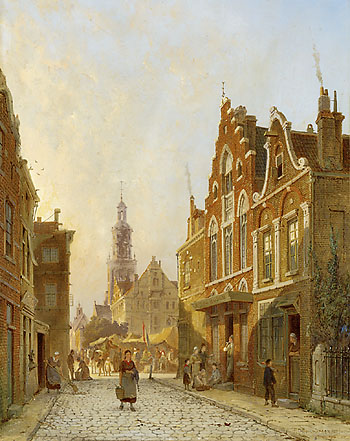
Pieter Cornelis Dommersen, 1889.

- Aa, Cees van der (Almelo 1883 - Almelo 1950)
- Abels, Jacob (Amsterdam 1803 – Abcoude 1866)
- Allebé, August (Amsterdam 1838 - Amsterdam 1927)
- Alma-Tadema, Lawrence (Dronryp 1836 – Wiesbaden 1912)
- Apol, Louis (La Haye 1850 – La Haye 1936)
- Artan de Saint-Martin, Louis (La Haye 1837 – Oostduinkerke 1890)
- Bagelaar, Ernst (Eindhoven 1775 - Son 1837)
- Bakker Korff, Alexander Hugo (La Haye 1824 – Leyde 1882)
- van Beek, Bernard (Amsterdam 1875 - Kortenhoef 1941)
- van Best, Albertus (nl) (Rotterdam 1820 – New York 1860)
- Bilders, Gerard (Utrecht 1838 – La Haye 1865)
- Bilders, Johannes (Utrecht 1811– Oosterbeek 1890)
- Bisschop, Richard (Leeuwarden 1849 - Bergen 1926)
- Blommers, Bernardus Johannes (La Haye 1845 – La Haye 1914)
- Bock, Théophile de (La Haye 1851 – Haarlem 1914)
- Boellaard, Margaretha Cornelia (Utrecht 1795 - Utrecht 1872)
- van Bommel, Elias Pieter (d) (Amsterdam 1819 – Vienne 1890)
- Borselen, Jan Willem van (Gouda 1825 – La Haye 1892)
- Bosboom, Johannes (La Haye 1817 – La Haye 1891)
- Breitner, George Hendrik (Rotterdam 1857 – Amsterdam 1923)
- Calisch, Moritz (Amsterdam 1819 - Amsterdam 1870)
- Derkinderen, Antoon (en) (Bois-le-Duc 1859 – Amsterdam 1925)
- Doeleman, Jan Hendrik (Rotterdam 1848 – Voorburg 1913)
- Dommersen, Cornelis Christiaan (Utrecht 1842 – La Haye 1928)
- Dommersen, Pieter Cornelis (Utrecht 1834 – Angleterre 1908 ?)
- Eerelman, Otto (Groningue 1839 – Groningue 1926)
- Egenberger, Johannes Hinderikus (Arnhem 1822 - Utrecht 1897)
- Eversen, Adrianus (Amsterdam 1818 – Delft 1897)
- Famars Testas, Willem de (Utrecht 1834 – Arnhem 1896)
- Fontijn, Pieter (Dordrecht 1773 – Dordrecht 1839)
- Gaal, Jacobus Cornelis (East Souburg 1796 – Kampen 1866)
- Gabriël, Paul (Amsterdam 1828 – Schéveningue 1903)
- Gaykema Jacobsz., Jan (Heemstede 1798 – Leyde 1875)
- Guys, Constantin (Flushing 1802 – Paris 1892)

### H-K

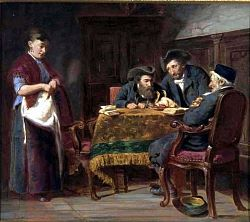
Meijer de Haan, 1880.

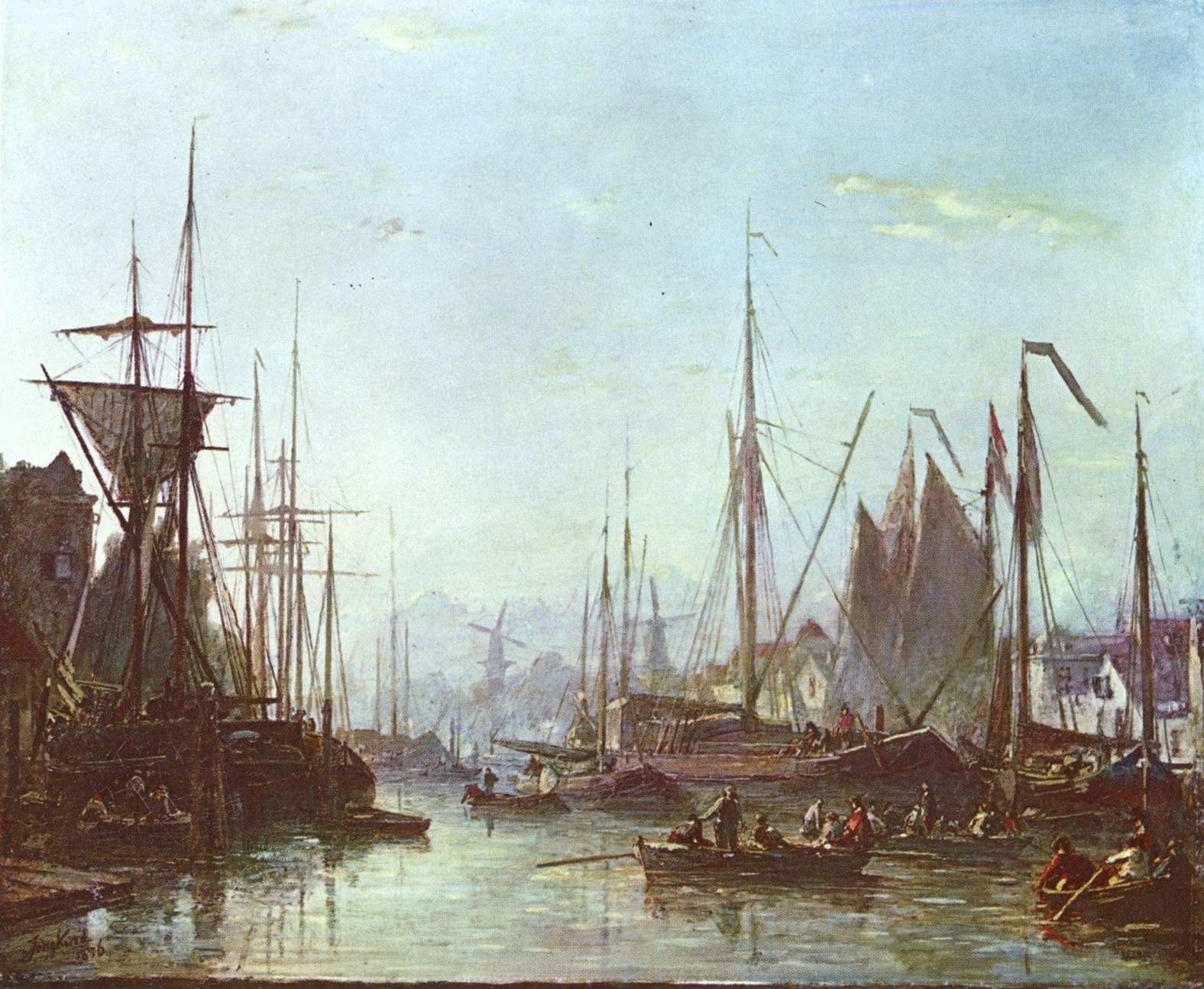
Johan Barthold Jongkind, 1856.

- Haan, Meijer de (Amsterdam 1852 – Amsterdam 1895)
- Haanen, Adriana Johanna (Oosterhout 1814 – Oosterbeek 1895)
- Haanen, Remigius Adrianus (Oosterhout 1812 – Bad Aussee 1894)
- Haaren, Dirk Johannes van (Amsterdam 1878 - Amsterdam 1953)
- Haas, Johannes Hubertus Leonardus de (Hedel 1832 – Königswinter 1908)
- Haas, Maurits Frederik Hendrik de (Rotterdam 1832 – New York 1895)
- Haas, Willem Frederik de (Rotterdam 1830 – Faial 1880)
- Hanedoes, Louwrens (Woudrichem 1822 - Woudrichem 1905)
- Hart Nibbrig, Ferdinand (Amsterdam 1866 – Laren 1915)
- Haus, Hendrik Manfried (Bergen op Zoom 1803 - Utrecht 1843)
- Hove, Bartholomeus Johannes van (La Haye 1790 – La Haye 1880)
- Hove, Hubertus van (La Haye 1814 – Anvers 1864)
- Hulk, Abraham, Senior (Londres 1813 – Londres 1897)
- Israëls, Jozef (Groningue 1824 – Schéveningue 1911)
- Israëls, Isaac (Amsterdam 1865 – La Haye 1934)
- Jelgerhuis, Johannes Rienksz (Leeuwarden 1770 – Amsterdam 1836)
- Jongkind, Johan Barthold (Lattrop 1819 – La Côte-Saint-André 1891)
- Kaemmerer, Frederik Hendrik (La Haye 1839 - Paris 1902)
- Karsen, Eduard (Amsterdam 1860 - Amsterdam 1941)
- Karsen, Kasparus (Amsterdam 1810 – Bieberich 1896)
- Kate, Herman Frederik Carel ten (Amsterdam 1837 – Amsterdam 1894)
- Kate, Johannes Marius ten (Amsterdam 1859 – La Haye 1896)
- Keulemans, Johannes Gerardus (Rotterdam 1842 – Essex 1912)
- Klerk, Willem de (Dordrecht 1800 – Dordrecht 1876)
- Kikkert, Jan Elias (Amsterdam 1843 - Leyde 1925)
- Klinkenberg, Johannes Christiaan Karel (La Haye 1852 – La Haye 1924)
- Koekkoek, Barend Cornelis (Middelbourg 1803 – Clèves 1862)
- Koekkoek, Hermanus (Middelbourg 1815 – Haarlem 1882)
- Koekkoek, Hermanus Willem (Amsterdam 1867 -Amsterdam 1929)
- Koekkoek, Johannes Hermanus (Veere 1778 – Amsterdam 1851)
- Koekkoek, Johannes Hermanus Barend (Amsterdam 1840 – Hilversum 1912)
- Koekkoek, Marinus Adrianus (Middelbourg 1807 – Amsterdam 1868)
- Koekkoek, Willem (Amsterdam 1839 – Niewer-Amstel 1885)
- Koelman, Jan (Johan) Philip (The Hague 1818 - The Hague 1893)
- Koster, Everhardus (The Hague 1817 - Dordrecht 1892)
- Koster, Jo (en) (Kampen 1868 - Heelsum 1944)
- Krieghoff, Cornelius (Amsterdam 1815 – Chicago 1872)
- Kruseman, Cornelis (Amsterdam 1797 – Lisse 1857)
- Kruseman, Jan Adam (Haarlem 1804 – Haarlem 1862)
- Kruseman, Frederik Mainus (Haarlem 1816 – Bruxelles 1882)
- Kruseman van Elten, Hendrick Dirk (Alkmaar 1823 – Paris 1904)

### L-R

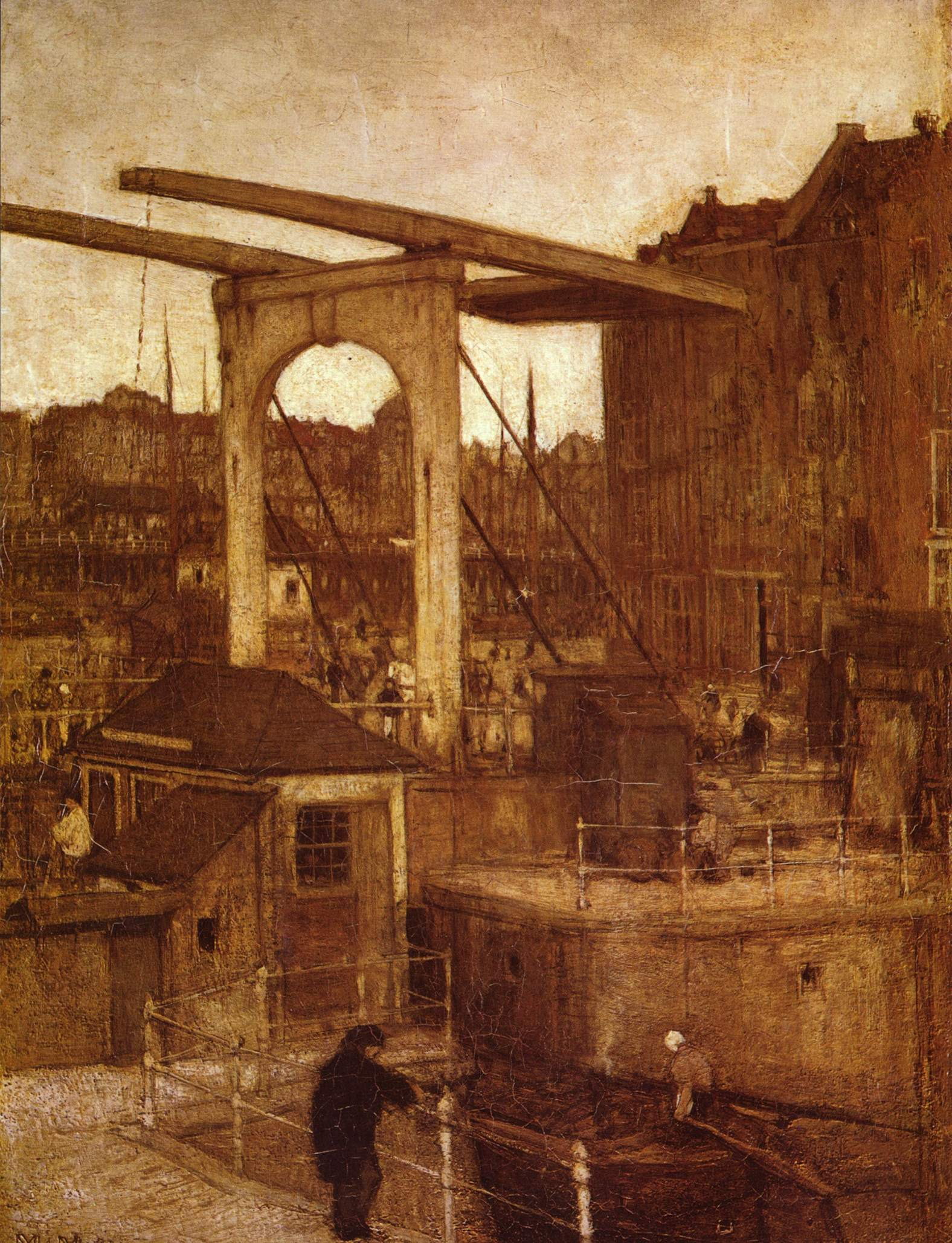
Jacob Henricus Maris, 1880.

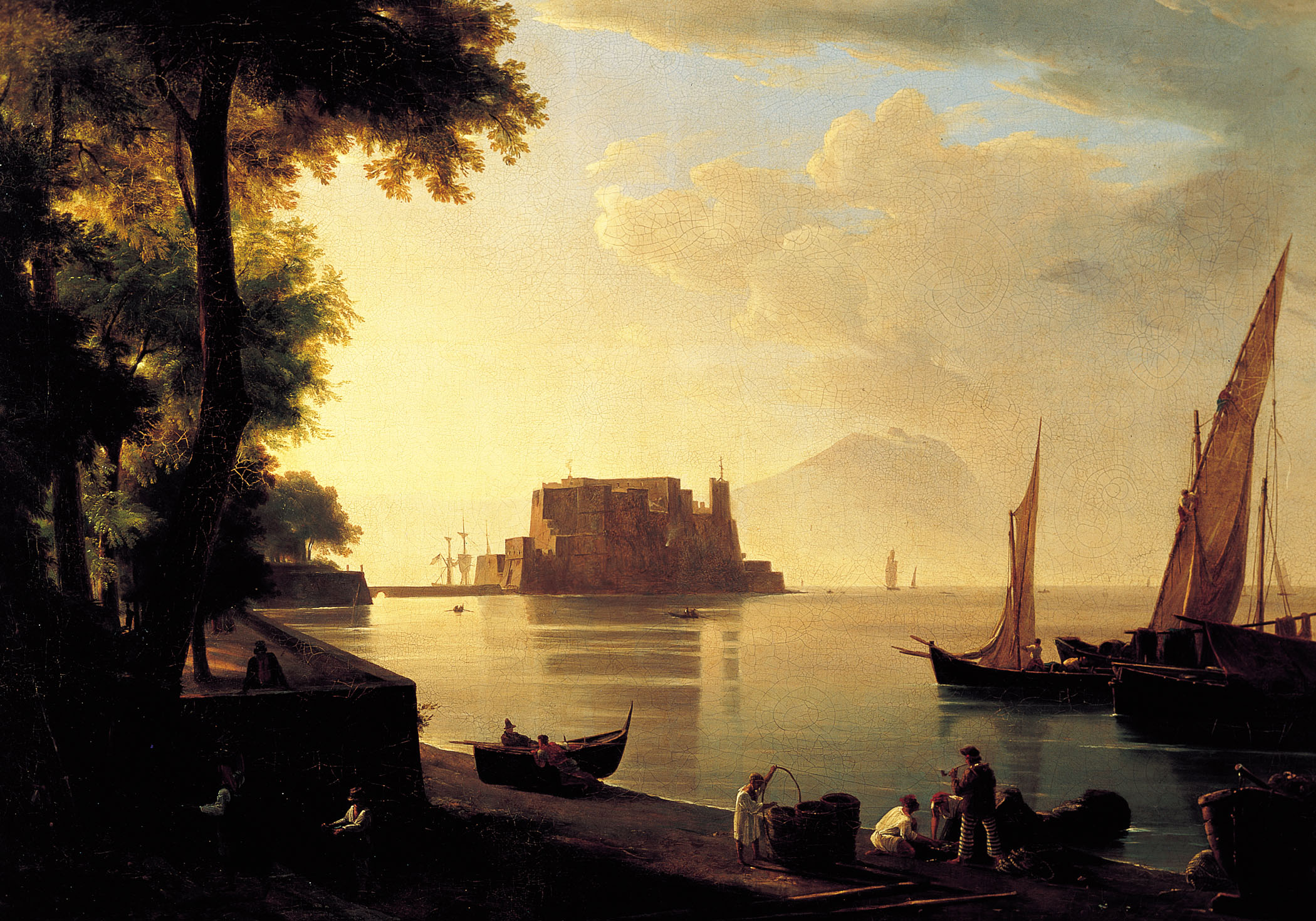
Antonie Sminck Pitloo, c.1820.

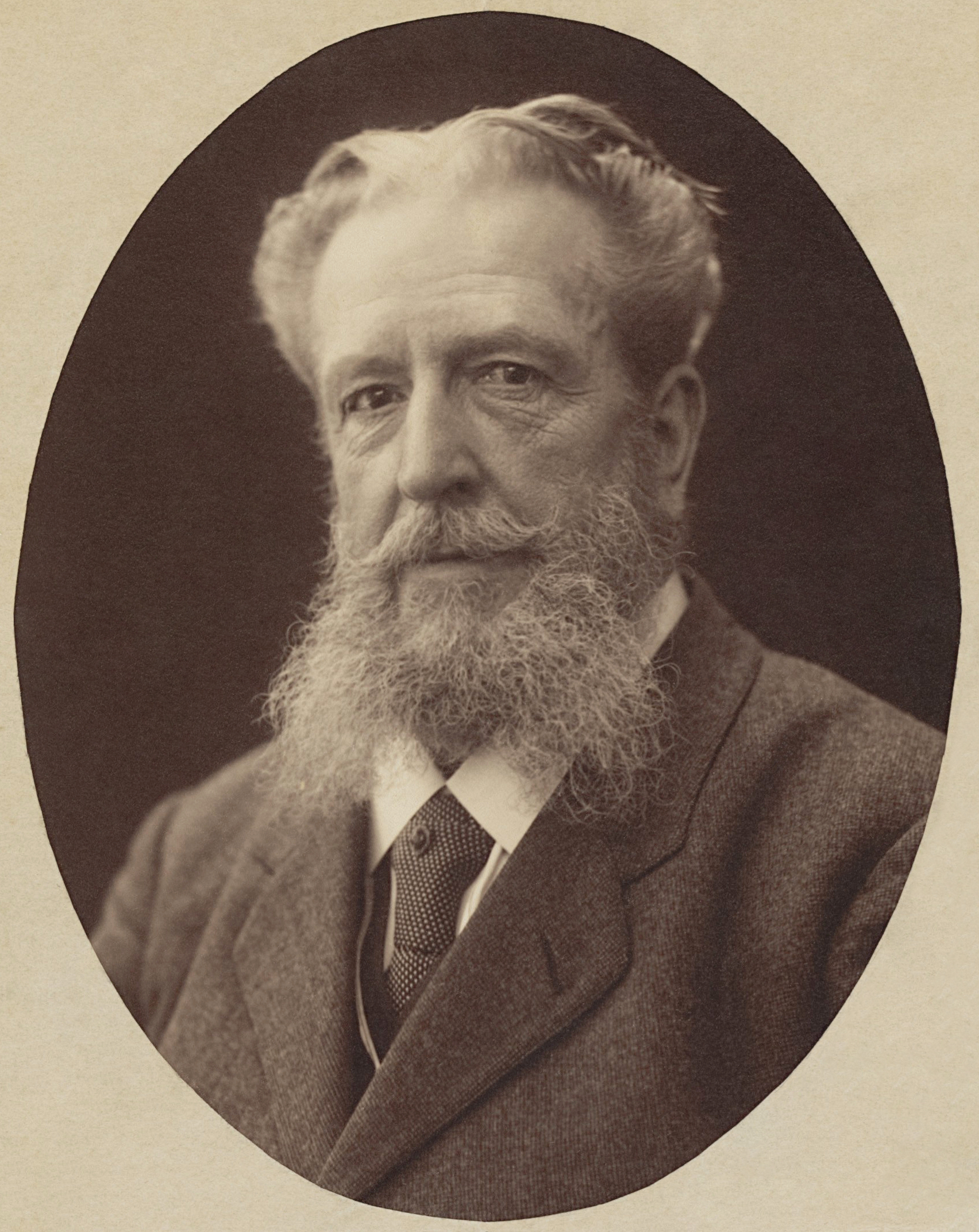
Jan Jacob Lodewijk ten Kate (1850-1929)

- Lamme, Arie Johannes (Dordrecht 1812 - Berg en Dal 1900)
- Leickert, Charles (Bruxelles 1816 – Mayence 1907)
- Looy, Jacobus van (Haarlem 1855 – Haarlem 1930)
- Maris, Jacob (La Haye 1837 – Karlsbad 1899)
- Maris, Matthijs (La Haye 1839 – Londres 1917)
- Maris, Willem (La Haye 1844 – La Haye 1910)
- Mauve, Anton (Zaandam 1838 – Arnhem 1888)
- Meijer de Haan, Isaäc de (Amsterdam 1852 – Amsterdam 1895)
- Mesdag, Hendrik Willem (Groningue 1831 – La Haye 1915)
- Mol, Woutherus (Haarlem 1785 – Haarlem 1857)
- Mollinger, Alexander (Utrecht 1836 - Utrecht 1867)
- Mooy, Jan (Callantsoog 1776 – Le Helder 1847)
- Morel, Jan Evert (Amsterdam 1835 – Weesp 1905)
- Muller, Gerard (Amsterdam 1861 - Amsterdam 1929)
- Neuhuys, Albert (Utrecht 1844 – Locarno 1914)
- Neuhuys, Jan (Haarlem 1832 – 1891 Anvers)
- Nuijen, Wijnand (La Haye 1813 – La Haye 1839)
- Oort, Hendrik van (Utrecht 1775 – Utrecht 1847)
- Opdenhoff, George Willem (Fulda 1807 – La Haye 1873)
- Os, Georgius Jacobus Johannes van (La Haye 1782 – Paris 1861)
- Os, Pieter Gerardus van (La Haye 1776 – The Hague 1839)
- Oyens, David (Amsterdam 1842 – Bruxelles 1902)
- Oyens, Pieter (Amsterdam 1842 – Bruxelles 1894)
- Pieters, Evert (Amsterdam 1856 – Laren 1932)
- Pitloo, Antonie Sminck (Arnhem 1790 – Naples 1837)
- frAry Pleysier (Vlaardingen 1819 – Vreeland 1879)
- Prooijen, Albert Jurardus van (Groningue 1834 - Amsterdam 1898)
- Rappard, Anthon van (Zeist 1858 – Santpoort 1892)
- Repelius, Betsy (Amsterdam 1848 - Amsterdam 1921)
- Rochussen, Charles (Rotterdam 1814 – Rotterdam 1894)
- Roelofs, Willem (Amsterdam 1822 – Berchem 1897)
- Ronner-Knip, Henriette (Amsterdam 1821 – Elsene 1909)
- Roosenboom, Margaretha (La Haye 1843 – Voorburg 1896)
- Roosenboom, Nicolaas Johannes (Schellingwoude 1805 – Assen 1880)
- Rosierse, Johannes (nl) (Dordrecht 1818 – Dordrecht 1901)

### S-Z

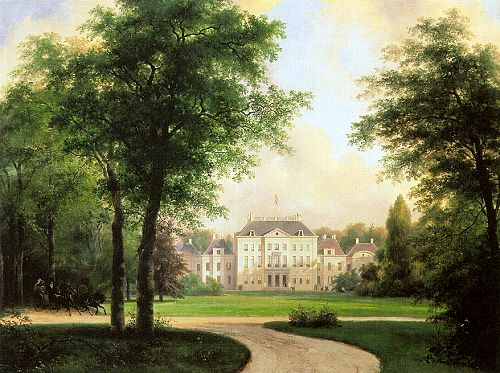
Andreas Schelfhout, 1838.

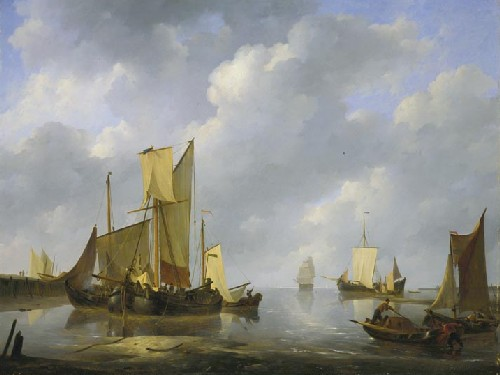
Christiaan Johannes Schotel, 1822.

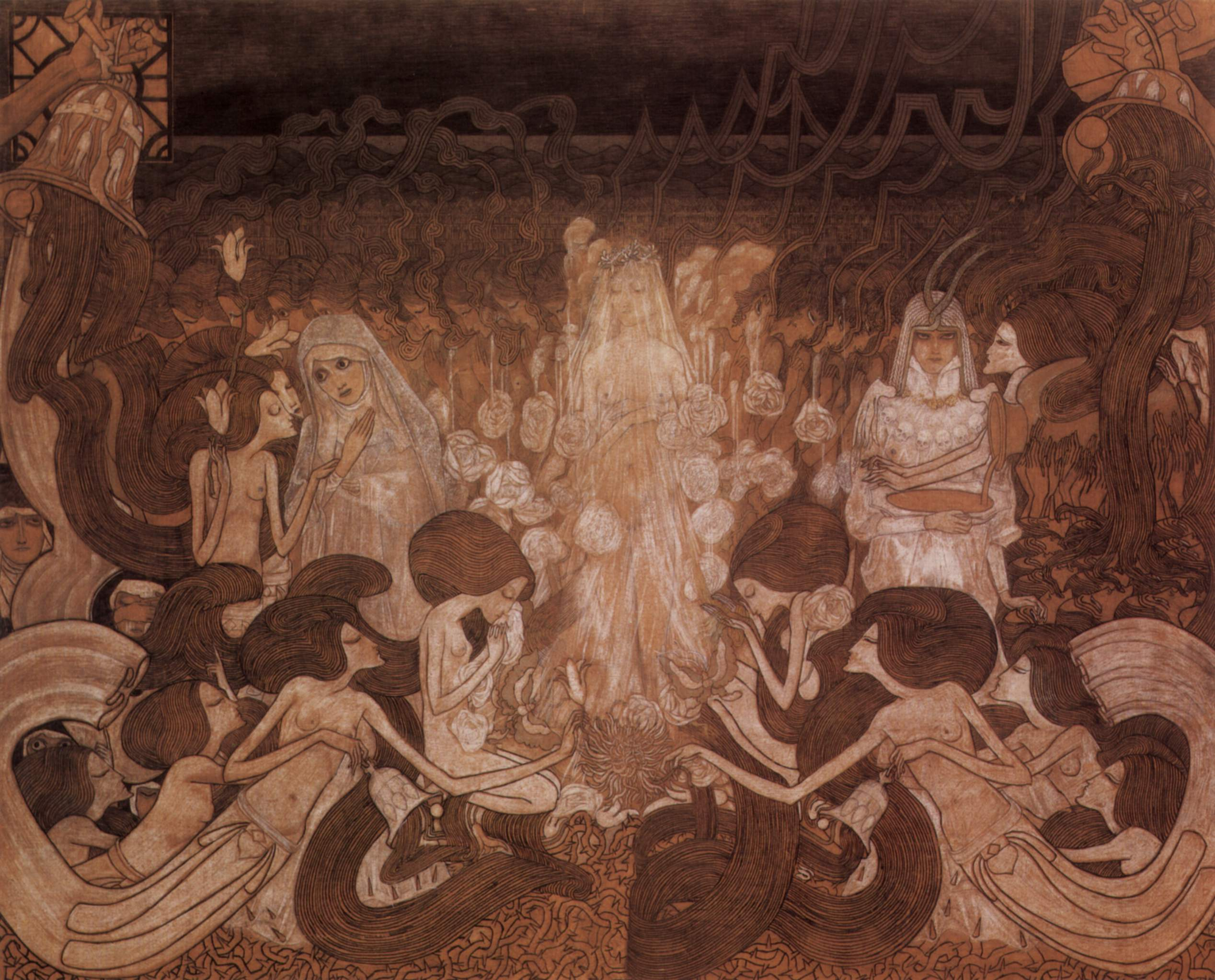
Jan Toorop, 1893.

- Sadée, Philip (La Haye 1837 – La Haye 1904)
- Sande Bakhuyzen, Hendrikus van de (La Haye 1795 – La Haye 1860)
- Scheffer, Ary (Dordrecht 1795 – Argenteuil 1858)
- Schelfhout, Andreas (La Haye 1787 – La Haye 1870)
- Schendel, Petrus van (Terheijden 1806 – Bruxelles 1870)
- Elisabeth Barbara Schmetterling (Amsterdam 1801 - Amsterdam 1881)
- Schoemaker Doyer, Jacobus (Crefeld 1792 - Zutphen 1867)
- Schotel, Johannes Christiaan (Dordrecht 1787 – Dordrecht 1838)
- Schotel, Petrus Johannes (Dordrecht 1808 – Dresde 1865)
- Schouman, Martinus (Dordrecht 1770 – Bréda 1848)
- Schwartze, Thérèse (Amsterdam 1851 – Amsterdam 1918)
- Smits, Jacob (Rotterdam 1855 – Achterbos-Sluis 1928)
- Spin, Jacob (Amsterdam 1806 – Amsterdam 1875)
- Spohler, Jan Jacob Coenraad (Amsterdam 1837 – Amsterdam 1894)
- Spohler, Johannes Franciscus (Rotterdam 1853 – Amsterdam 1923)
- Springer, Cornelis (Amsterdam 1817 – Hilversum 1891)
- Steelink, Willem (Amsterdam 1856 - Voorburg 1928)
- Alida Stolk (La Haye 1830 - Paris 1896)
- Storm van 's-Gravesande, Carel Nicolaas (Bréda 1841 – La Haye 1924)
- Suij, Pauline (Amersfoort 1863 - Amsterdam 1949)
- Toorop, Jan (Purworedjo, Java 1858 – La Haye 1928)
- Troostwijk, Wouter Johannes van (Amsterdam 1782 – Amsterdam 1810)
- Velden, Petrus van der (Rotterdam 1837 – Auckland 1913)
- Verhoesen, Albertus (Utrecht 1806 – Utrecht 1881)
- Verschuur, Wouterus (Amsterdam 1812 – Vorden 1874)
- Vertin, Petrus Gerardus (La Haye 1819 – La Haye 1893)
- Voogd, Hendrik (Amsterdam 1768 – Rome 1839)
- Vos, Hubert (Maastricht 1855 – New York 1935)
- Waarden, Jan van der (Haarlem 1811 – Haarlem 1872)
- Waay, Nicolaas van der (Amsterdam 1855 - Amsterdam 1936)
- Waldorp, Anthonie (La Haye 1803 – Amsterdam 1866)
- Weissenbruch, Jan (La Haye 1822 – La Haye 1880)
- Weissenbruch, Jan Hendrik (La Haye 1824 – La Haye 1903)
- van Wijngaerdt, Anthonie Jacobus (nl) (Rotterdam 1808 – Haarlem 1887)
- Witsen, Willem (Amsterdam 1860 – Amsterdam 1923)
- Wijsmuller, Jan Hillebrand (Amsterdam 1855 – Amsterdam 1925)
- Wonder, Pieter Christoffel (Utrecht 1780 – Amsterdam 1852)

## 20esiècle

### A-F

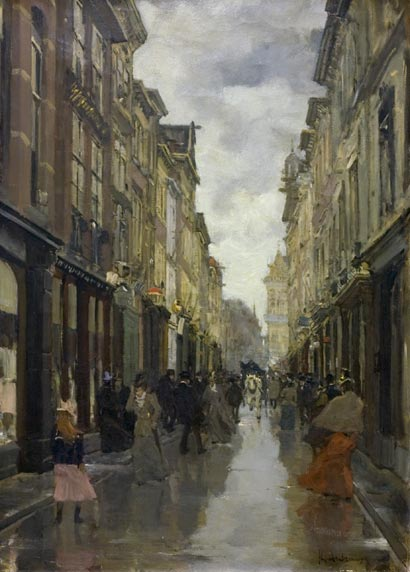
Floris Arntzenius, 1919

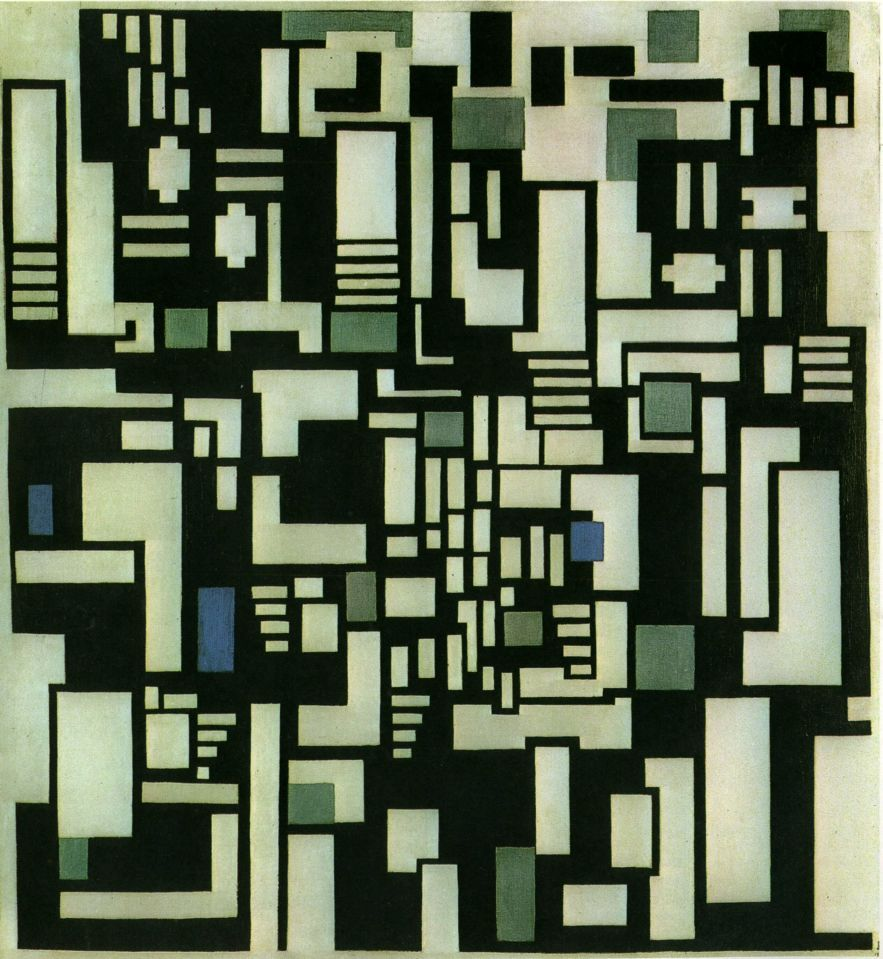
Theo van Doesburg, 1917

- Akkeringa, Johannes Evert Hendrik (Blinjoe (Bangka) 1861 – Amersfoort 1942)
- Alkema, Wobbe (Borger 1900 – Drachten 1984)
- Altink, Jan (Groningue 1885 – La Haye 1971)
- Ansingh, Lizzy (Utrecht 1875 – Amsterdam 1959)
- Appel, Karel (Amsterdam 1921 – Zurich 2006)
- Armando (Amsterdam 1929)
- Arntzenius, Floris (Surabaya 1864 – La Haye 1925)
- Bakker, Minne (1878 - Amsterdam 1962)
- Balth, Carel (Rotterdam 1939)
- Bantzinger, Cees (Gouda 1914 – Amstelveen 1985)
- Bastin, Marjolein (Loenen aan de Vecht 1943)
- Bauer, Marius (La Haye 1867 – Amsterdam 1932)
- Benner, Gerrit (Leeuwarden 1897 – Nijemirdum 1981)
- Berkemeier, Ludolph (Tilbourg 1864 - Noordwijk 1930)
- Berens, Chris (Oss 1976)
- Bikkers, Rudolf (Hilversum 1943)
- Bodifee, Paul (Deventer 1866-1938)
- Bogart, Bram (Delft 1921 - Saint-Trond 2012)
- Bol, Kees (Oegstgeest 1916 – Waalwijk 2009)
- Bol, Henri (Eindhoven 1945 – Bois-le-Duc 2000)
- Breman, Co (Zwolle 1865 - Laren 1938)
- Bolsius, Charles, (Bois-le-Duc 1907 - Tucson, Arizona 1983)
- Bruckman, Lodewijk (1903–1995)
- Bruna, Dick (Utrecht 1927)
- Chabot, Henk (Sprang-Capelle 1894 – Rotterdam 1949)
- Citroen, Paul (Berlin 1896 – Wassenaar 1983)
- Constant (Amsterdam 1921 – Utrecht 2005)
- Corneille (Liège 1922 – Paris 2010)
- Cox, Jan (La Haye, 1919 – Anvers, 1980)
- Daniëls, René (Eindhoven 1950)
- Defesche, Pieter (Maastricht 1921 – Ulestraten 1998)
- Deutmann, Franz (Zwolle 1867 - Blaricum 1915)
- Dieleman, Piet (Arnemuiden 1956)
- Doesburg, Theo van (Utrecht 1883 – Davos 1931)
- Doorn, Tinus van (Padang 1905 - Uccle 1940)
- Doeve, Eppo (Bandung 1907 – Amsterdam 1981)
- Domela Nieuwenhuis, César (Amsterdam 1900 – Paris 1992)
- Dongen, Kees van (Delfshaven 1877 – Monte Carlo 1968)
- Dumas, Marlene (Le Cap 1953)
- Eeden, Marcel van (La Haye 1965)
- Escher, Maurits Cornelis (Leeuwarden 1898 – Hilversum 1972)
- Eversen, Jan Hendrik (La Haye 1906 – Arnhem 1995)
- Fernhout, Edgar (Bergen 1912 – Bergen 1974)
- Frankot, Roelof (Meppel 1911 – Raalte 1984)

### G-L

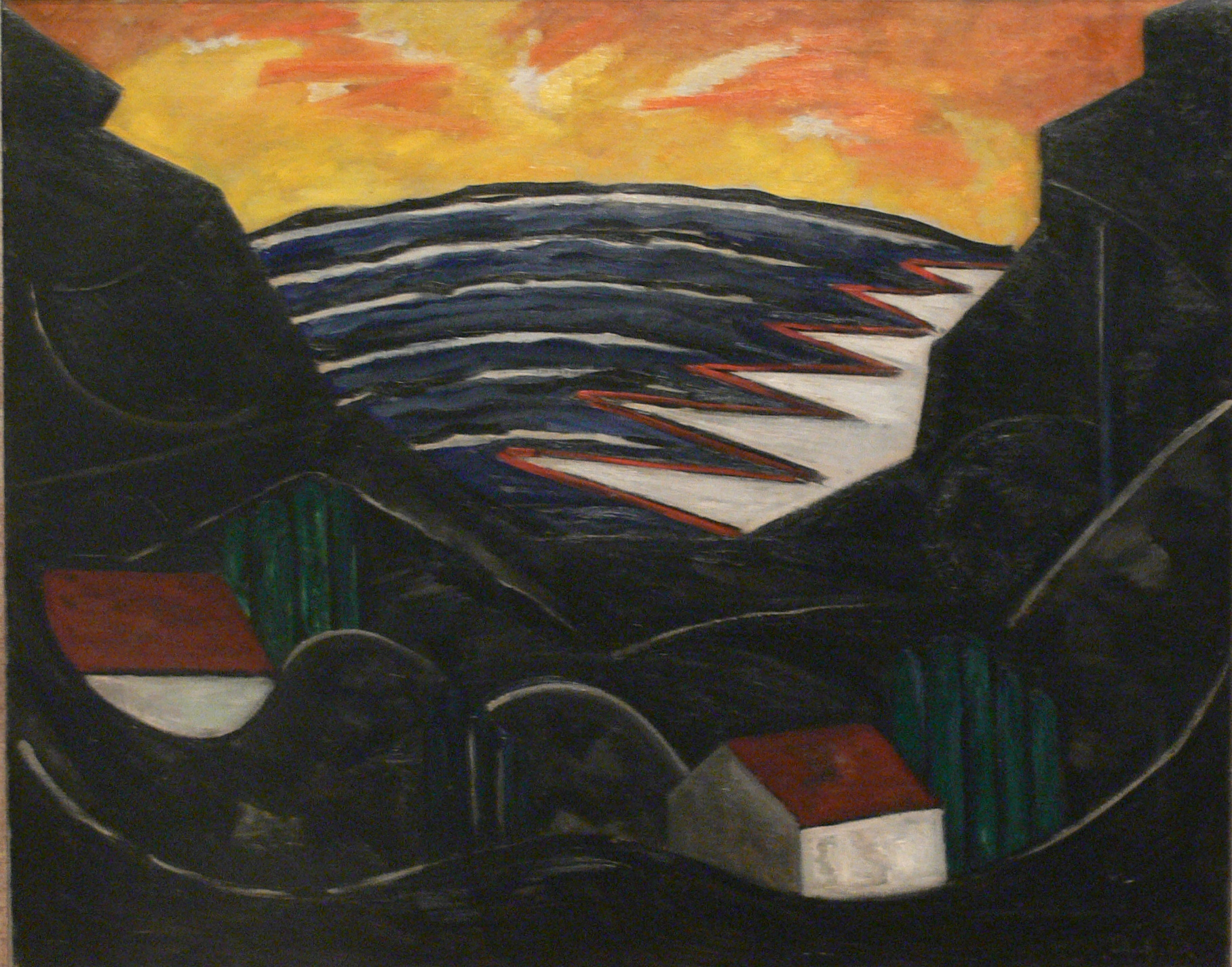
Jacoba van Heemskerck, 1914.

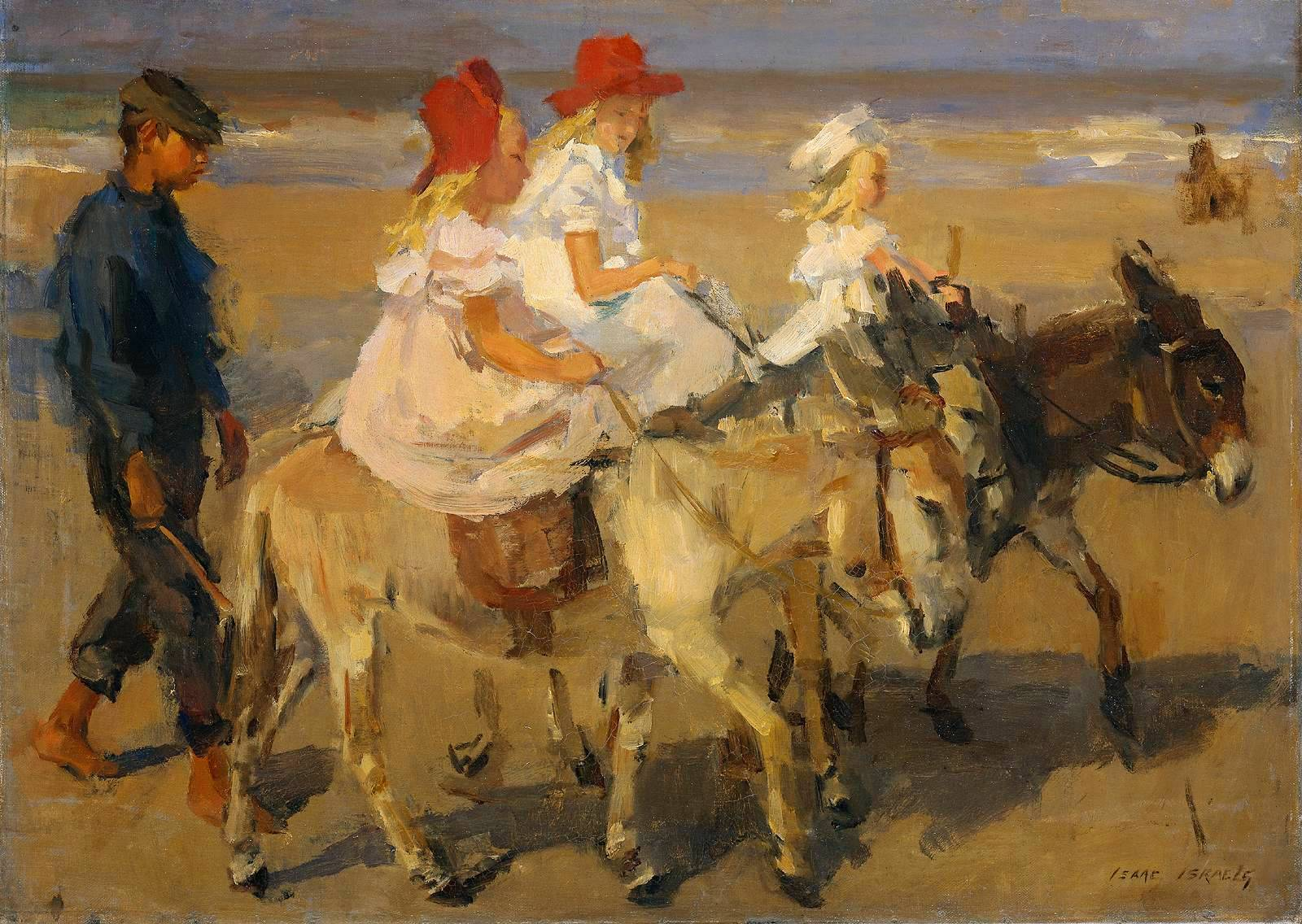
Isaac Israëls, 1900.

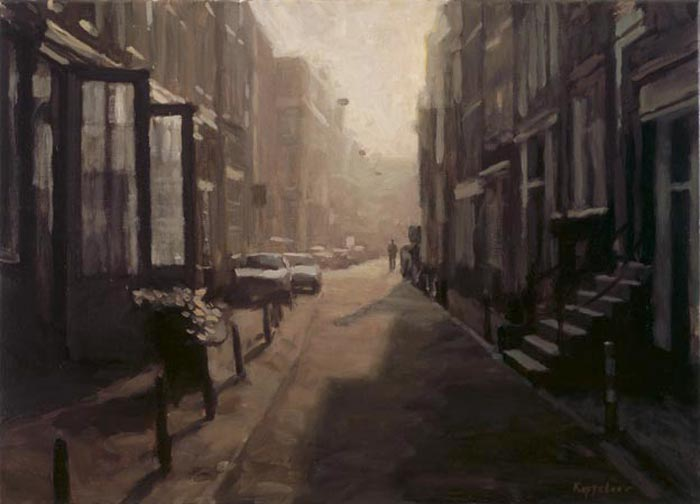
Frans Koppelaar, 1993

- Garf, Salomon (Amsterdam 1879 - Auschwitz 1943)
- Gebski, Ed (Heerlen 1959)
- Gestel, Leo (Woerden 1881 – Hilversum 1941)
- Goede, Jules de (Rotterdam 1937 – Londres 2007)
- Golden, Daan van (Rotterdam 1936)
- Hanegem, Ab van (Flessingue 1960)
- Heemskerck, Jacoba van (La Haye 1876 – Dombourg 1923)
- Herwijnen, Jan van (Delft 1889 – Bergen 1965)
- Heyboer, Anton (Sabang, Sumatra 1924 – Den Ilp 2005)
- Heusden, Wout van (Rotterdam 1896 - Rotterdam 1982)
- Hofhuizen, Willem (Amsterdam 1915 – Maastricht 1986)
- Hofker, Willem Gerard (La Haye 1902 – Amsterdam 1981)
- Holstein, Toos van (Eindhoven 1949)
- Hoog, Bernard de (Amsterdam 1867 – La Haye 1943)
- Houten, Gerrit van (Groningue 1866 – Santpoort 1934)
- Hussem, Willem (Rotterdam 1900 – La Haye 1974)
- Huszar, Vilmos (Budapest 1884 – Harderwijk 1960)
- Israëls, Isaac (Amsterdam 1865 – La Haye 1934)
- Jongh, Tinus de (Amsterdam 1885 – Bloemfontein 1942)
- Kelderman, Jan (Edam 1914 – Amsterdam 1990)
- Ket, Dick (Le Helder 1902 – Bennekom 1940)
- Klein, Fred (Bandung 1898 – Paris 1990)
- Koch, Pyke (Beek 1901 – Amsterdam 1991)
- Koekkoek, Marinus Adrianus (II) (Amsterdam 1873 – Amsterdam 1944)
- Koekkoek, Stephen Robert (Londres 1887 - Santiago 1934)
- Kooi, Jan van der (Groningue 1957)
- Kooning, Willem de (Rotterdam 1904 – East Hampton 1997)
- Koppelaar, Frans (La Haye 1943)
- Krabbé, Hendrik Maarten (Londres 1868 - Amsterdam 1931)
- Kruyder, Herman (Lage Vuursche 1881 – Amsterdam 1935)
- Labeij, Willem (Rotterdam 1943 – Dokkum 2011)
- Laguna, Baruch Lopes Leão de (Amsterdam 1864 - Auschwitz 1943)
- Lataster, Ger (Schaesberg 1920 - Amsterdam 2012)
- Leck, Bart van der (Utrecht 1876 – Blaricum 1958)
- Loeber, Lou (Amsterdam 1894 - Blaricum 1983)
- Lucebert (Amsterdam 1924 – Alkmaar 1994)
- Luns, Huib (Paris 1881 - Amsterdam 1942)
- Lussenburg, Jos (Enkhuizen 1898 – Nunspeet 1975)

### M-S

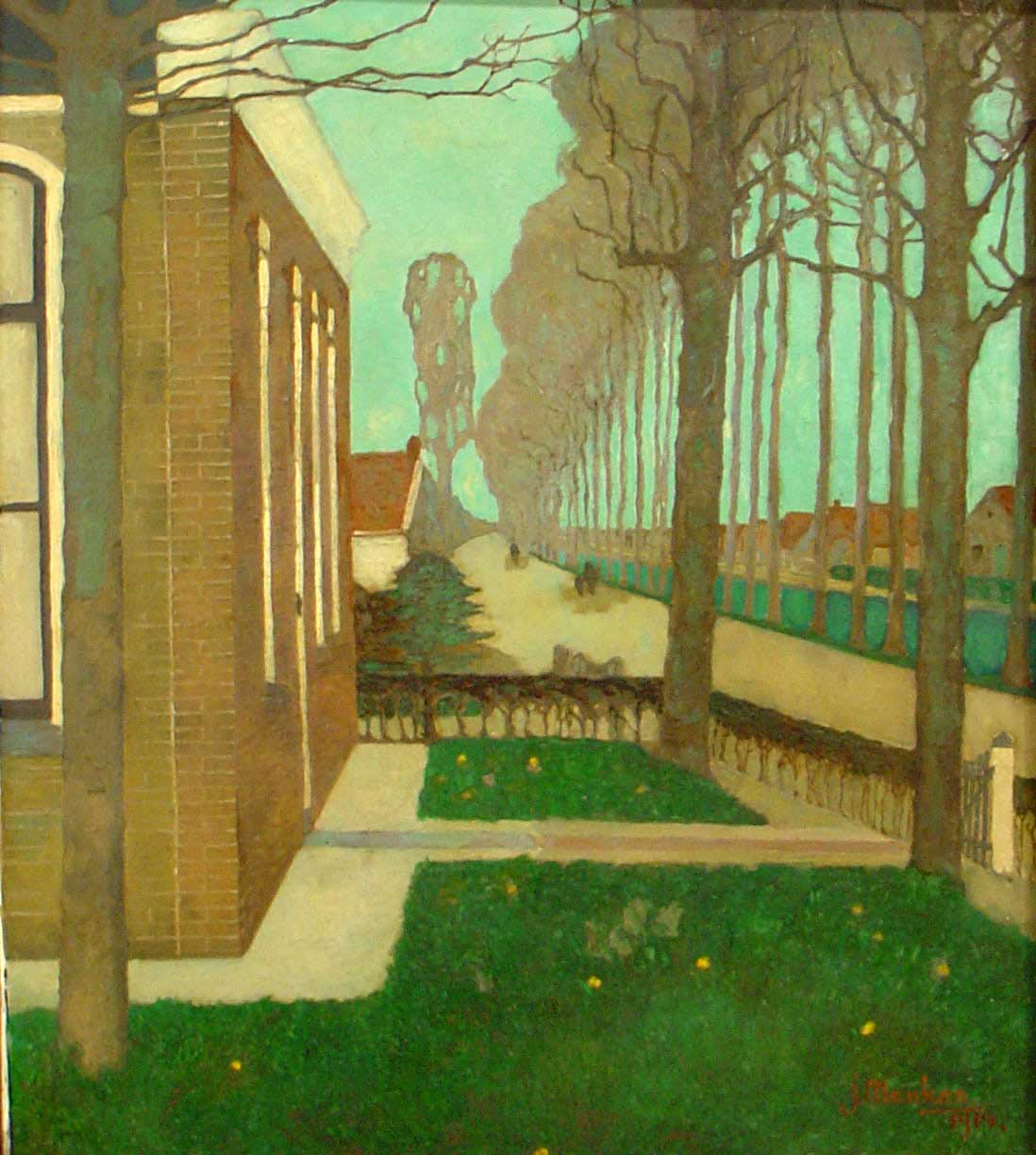
Jan Mankes, 1914.

- Mackenzie, Marie Henry (Rotterdam 1878 – Hilversum 1961)
- Maks, Kees (Amsterdam 1876 – Amsterdam 1967)
- Mankes, Jan (Meppel 1889 – Eerbeek 1920)
- Mastenbroek, Johan Hendrik van (Rotterdam 1875 – Rotterdam 1945)
- Meegeren, Han van (Deventer 1889 – Amsterdam 1947)
- Melchers, Cor (Huissen 1954 - 2015)
- Molenkamp, Charlotte (Tilbourg 1955)
- Molkenboer, Theo (Leeuwarden 1871 - Lugano 1920)
- Mondriaan, Piet (Amersfoort 1872 – New York 1944)
- Mullaard, Pieter Hendrik (Rotterdam 1901 – Bilthoven 1991)
- Niekerk, Maurits (Amsterdam 1871 - Paris 1940)Pieter H. Mullaard, 1942.

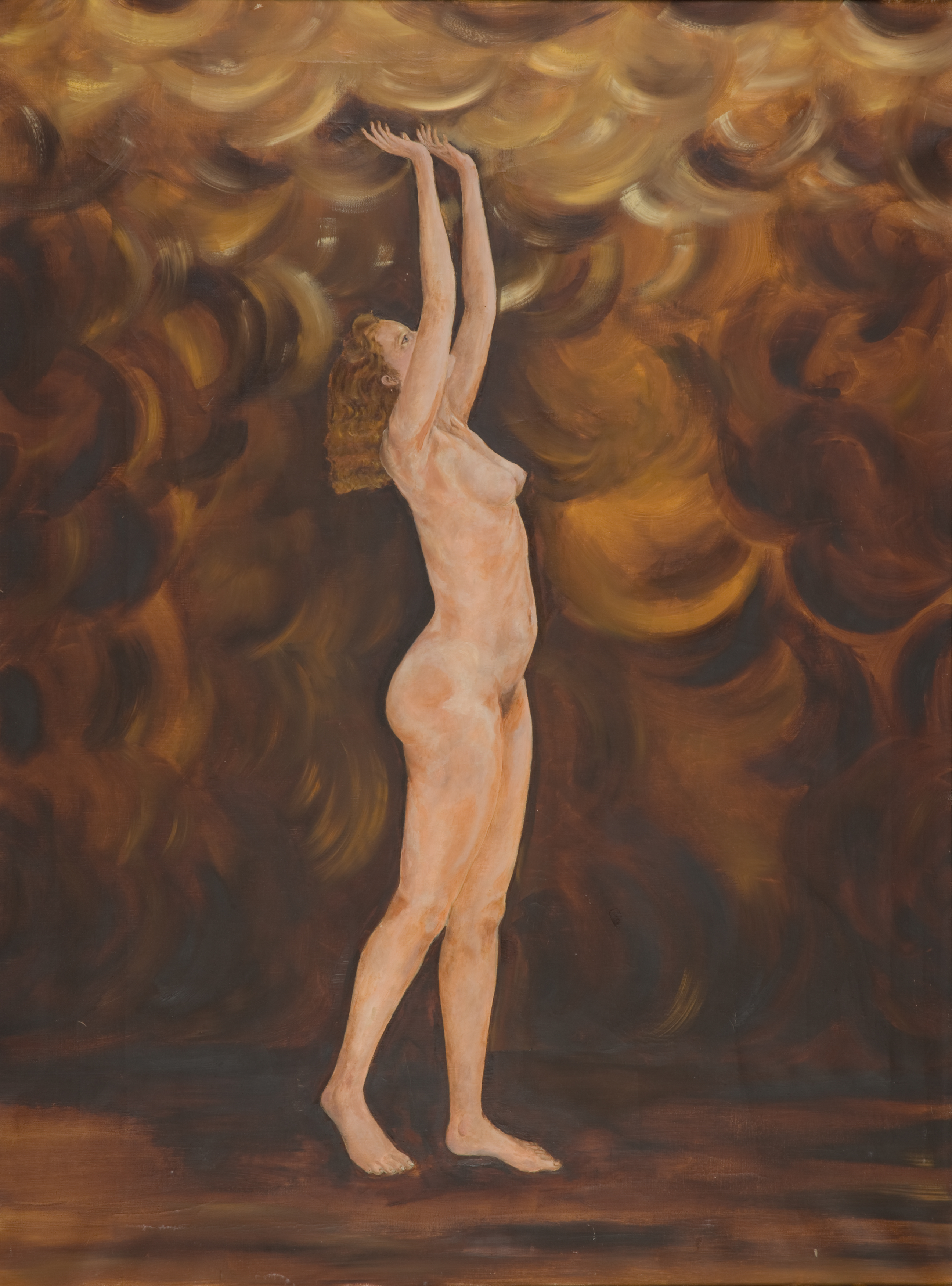
Pieter H. Mullaard, 1942.

- Nieuwenhuys, Jan (Amsterdam 1922 – Amsterdam 1986)
- Oomens, Wilhelm Josef SJ (La Haye 1918 – Nimègue 2008)
- Ouborg, Piet (Dordrecht 1893 – La Haye 1956)
- Pieck, Anton (Le Helder 1895 – Overveen 1987)
- Poortvliet, Rien (Schiedam 1932 – Soest 1995)
- Postma, Gerriet (Twijzelerheide 1932 - Groningue 2009)
- Pothast, Bernard (Hall (Brummen) 1882 – Laren 1966)
- Raedecker, Michael (Amsterdam 1963)
- Rees, Otto van (Freiburg 1884 – Utrecht 1957)
- Roelofs, Albert (Schaarbeek 1877 – La Haye 1920)
- Rooskens, Anton (Griendtsveen 1906 – Amsterdam 1976)
- Schoonhoven, Jan (Delft 1914 – Delft 1994)
- Schotel, Anthonie Pieter (Dordrecht 1890 – Laren 1958)
- Schuhmacher, Wim (Amsterdam 1894 – Amsterdam 1986)
- Schulten, Ton (Ootmarsum 1938)
- Sieger, Fred (Amsterdam 1902 – Zevenaar 1999)

- Sierhuis, Jan (Amsterdam 1928)
- Sjardijn, Martin (La Haye 1947)

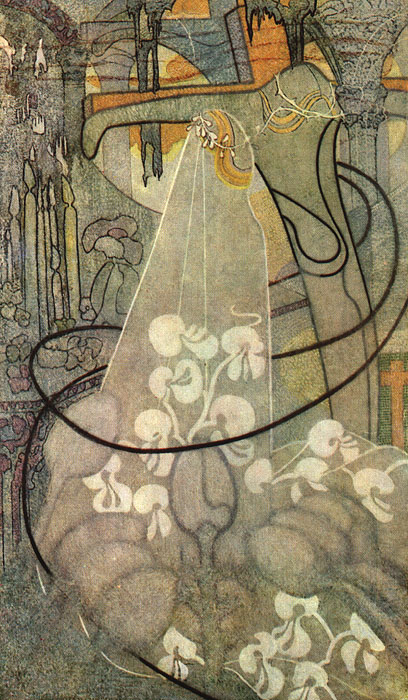
Jan Thorn-Prikker, 1893.

- Sluijters, Jan (Bois-le-Duc 1881 – Amsterdam 1957)
- Sluiter, Willy (Amersfoort 1873 – La Haye 1949)
- Sparnaay, Tjalf (Hilversum 1954)
- Smeets, Richard (Gennep 1955)
- Smit, Arie (Zaandam 1916)
- Smorenberg, Dirk (Alkmaar 1883 – Oud-Loosdrecht 1960)
- Sonnega, Auke C (Leeuwarden 1910 – La Haye 1963)
- Stapel, Dick (La Haye 1942)
- Stuivenberg, Piet van (Schiedam 1901 - Schiedam 1988)

### T-Z

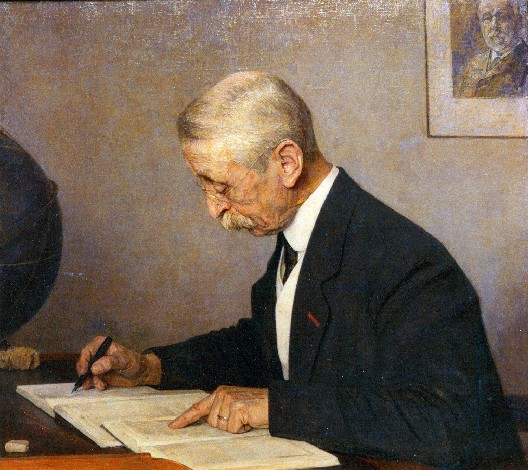
Jan Veth, 1918.

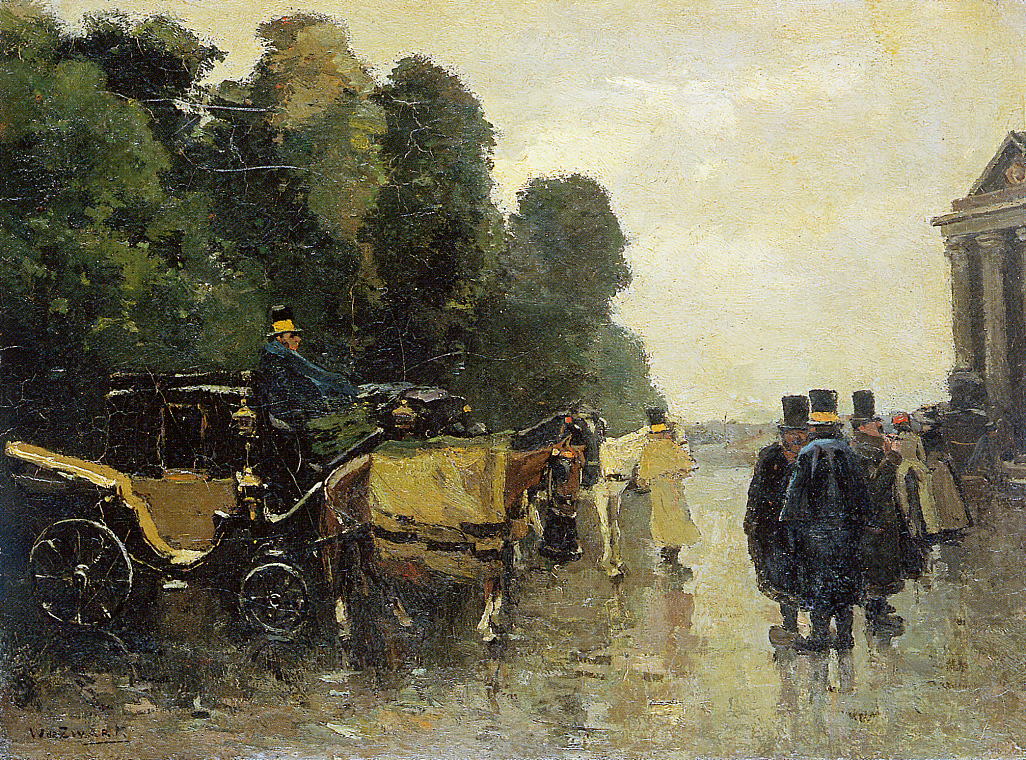
Willem de Zwart.

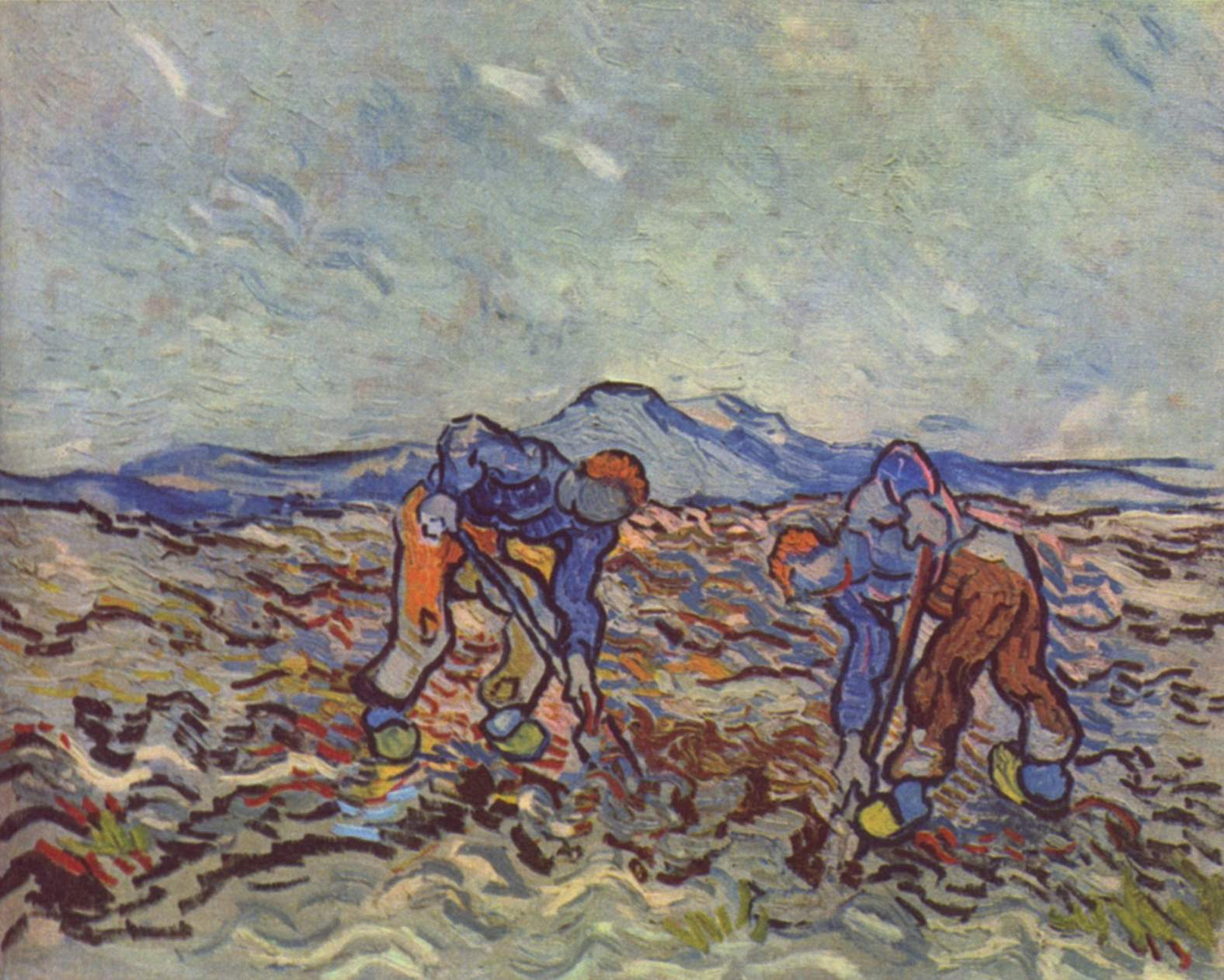
Vincent van Gogh, 1890

- Teixeira de Mattos, Joseph (Amsterdam 1892 – Paris 1971)
- Thielen, Evert (Venlo 1954)
- Thieme, Anthony (Rotterdam 1888 – Greenwich Village 1954)
- Thole, Karel (Bussum 1914 – Cannobio 2000)
- Tholen, Willem Bastiaan (Amsterdam 1860 – La Haye 1931)
- Thorn Prikker, Johan (La Haye 1868 – Cologne 1932)
- Kees Timmer (Zaanstad 1903 - Rotterdam 1978)
- Toorop, Charley (Katwijk 1891 – Bergen 1955)
- Tromp, Jan Zoetelief (Batavia 1872 – Breteuil-sur-Iton 1947)
- Van Gogh, Vincent (Zundert 1853 – Auvers-sur-Oise 1890)
- Velde, Bram van (Zoeterwoude 1895 – Grimaud 1981)
- Veldhuizen, Willem van (Rotterdam 1954)
- Veltman, Thierry (Bussum 1939)
- Verkade, Jan (Zaandam 1868 – Beuron 1946)
- Verster, Floris (Leiden 1861 – Leiden 1927)
- Verwey, Kees (Amsterdam 1900 – Haarlem 1995)
- Veth, Jan (Dordrecht 1864 – Amsterdam 1925)
- Visione Mark (Sydney 1953)
- Voerman, Jan, Sr. (Zwolle 1857 – Hattem 1941)
- Voorden, August Willem van (Rotterdam 1881 - Rotterdam 1921)
- Vrielink, Nico (Reusel 1958)
- Westerik, Co (La Haye 1924)
- Wiegers, Jan (Kommerzijl 1893 – Amsterdam 1959)
- Wijnberg, Nicolaas (Amsterdam 1918 – Amsterdam 2006)
- Wijsmuller, Jan Hillebrand (Amsterdam 1855 - Amsterdam 1925)
- Willink, Carel (Amsterdam 1900 – Amsterdam 1983)
- Wolter, Hendrik Jan (Amsterdam 1873 – Amersfoort 1952)
- Wolvecamp, Theo (Hengelo 1925 – Amsterdam 1992)
- Zandeleven, Jan Adam (Koog aan de Zaan 1868 - Rhenen 1923)
- Zwart, Willem de (La Haye 1862 – La Haye 1931)